# پادشاهی ماد
پادشاهی ماد (پارسی باستان: 𐎶𐎠𐎭؛ اکدی: 𒆳𒈠𒁕𒀀𒀀، 𒆳𒈠𒋫𒀀𒀀) حکومتی ایرانی بود که در سده‌های میانی هزارهٔ یکم پ.م.، از حدود ۶۷۸ پ.م. تا حدود ۵۴۹ پ.م. ابتدا صرفاً در ناحیه سکونت مادها در شمال غربی ایران و سپس بر بیشتر فلات ایران حکمرانی می‌کرد.
هرچند که دوران پادشاهی شاهان ماد و مدت پادشاهی آن‌ها و نیز ترتیب‌ شان مورد مناقشه است، اما به‌گفتهٔ هرودوت، سلسلهٔ مادها شامل چهار شاه بوده است که به یک خانواده تعلق داشتند و به مدت ۱۵۰ سال فرمانروایی کردند و نام آن‌ها عبارت بود از دیاکو، فرورتیش، هووخشتره و ایشتوویگو. از میان این شاهان، تنها به هووخشتره و ایشتوویگو در متون میخی اشاره شده‌است. با این وجود، پژوهشگران برای یافتن نام دیاکو و پسرش فرورتیش در دیگر منابع مرتبط تلاش کرده‌اند. از این روی، رئیس قبیلهٔ ماننا، دَیائوکو نام داشت که چندین بار در متون آشوری نو (و نیز سال‌نامه‌ها) از دورهٔ سارگون دوم نامش ذکر شده‌است و با دیاکو که هرودوت ذکر کرده‌است، یکی دانسته می‌شود. از او در منابع آشوری به‌عنوان والی ماننا (šaknu) یاد شده‌است که با شاه اورارتو علیه فرمان روای ماننا متحد شده بود، اما توسط سارگون اسیر شد و در سال ۷۱۵ پ.م. همراه با خانواده‌اش به سرزمین سوریه تبعید گردید. او ظاهراً در همان‌جا درگذشت.
به مادها در سال‌نامه‌های آشوری نو از سال ۸۳۶ پ.م. به بعد تا اواخر سوگند فئودالی اسرحدون (۶۷۲ پ. م) اشاره شده‌است، آن‌ها توسط شاهک‌نشین‌های کوچک اداره می‌شدند: پادشاهی مرکزی تأسیس نشده بود و اساس چیزهایی که بعداً به دیاکو، قاضی افسانه‌ای نسبت داده شد، هنوز وجود نداشت. هنگامی که امپراتوری آشور در سال ۶۱۲ پ.م. سقوط کرد، مادها نقش مهمی ایفا کردند. پایان حکومت مادها نیز با وجود افسانه‌هایی که در پیرامون کوروش وجود دارد، همچنان در تاریکی است.

## واژه‌شناسی
نام ماد در یونانی به‌صورت Μῆδοι (میدیا)، در فارسی باستان 𐎶𐎠𐎭 (آوانگاری: Māda-) (مادَ)، در آشوری و اکدی به‌گونهٔ Mādāya (مادایَه) و در عبری به‌شکل מָדַי (مَدَی) آمده‌است. نخستین اشاره به مادها، در متون آشوری به سال ۸۳۴ پ.م. و به دورهٔ شلمنسر سوم بازمی‌گردد.
ریشهٔ نام ماد به زبان‌های ایرانی بازمی‌گردد و شاهد آن در زبان فارسی باستان "Māda-" است که در حالت مفرد مذکر آمده‌است. به‌عقیدهٔ دیاکونوف، معنای دقیقی از این واژه مستفاد نمی‌شود. اما وویچیخ اسکالموفسکی رابطه‌ای میان این نام و واژهٔ "med)h)-" به‌معنای «مرکزی، واقع‌شده در وسط» در زبان نیاهندواروپایی را مطرح کرد و به "madhya-" در زبان‌های هندوآریایی و "maidiia-" در زبان نیاایرانی که هردوی آن‌ها یک معنا دارند ارجاع داد.

## پیش‌زمینه
حدود سه-چهار سده پس از شروع زوال شهرهای عصر برنز در فلات ایران، مردمان ایرانی‌زبان به تدریج وارد این سرزمین شدند. قوم ماد بخشی از مردمانی بود که در مهاجرت آریایی‌ها به فلات ایران، شرکت داشتند. این قوم، در روزگار خود به آریاییان مشهور بودند و یکی از قبایل آنان، آری زانتو نام داشت؛ نامی که به معنای دودمان آریاییان است. این شهرت در آن روزگار تنها به قوم ماد محدود نمی‌شد و پارس‌ها نیز آریا شناخته می‌شدند.
مطابق منابع کهن آشوری، یونانی و ایرانی در مجموع معلوم می‌گردد که شش طایفهٔ تشکیل‌دهندهٔ اتحاد مادها عبارت بودند از بوسی‌ها، ستروخاتی‌ها، بودی‌ها آریزانتایی‌ها و مغها و سرانجام پارتاکانی‌ها. مطابق منابع یونانی، در سرزمین کمنداندازان ساگارتی (زاکروتی، ساگرتی) مادی‌های ساگارتی می‌زیسته‌اند که شکل بابلی-یونانی شدهٔ نام خود یعنی زاگرُس (زاکروتی، ساگرتی) را به کوهستان غرب فلات ایران داده‌اند. نام همین طوایف است که در اتحاد طوایف پارس نیز موجود است و خط پیوند خونی طوایف ماد و پارس از جمله از منشأ همین طایفهٔ ساگارتی‌ها (زاکروتی، ساگرتی) است.
آنچه از متون آشوری برمی‌آید، آن است که مادها از سدهٔ نهم تا هفتم پ.م. نتوانسته بودند چنان پیشرفتی بیابند که سبب هم‌گرایی و اتحاد و سازمان‌یافتگی قبایل و طوایف پراکندهٔ ماد بر محور یک رهبر و فرمان‌روای برتر و واحد که بتوان وی را پادشاه کل سرزمین‌های مادنشین نامید شده باشند. پادشاهان آشور در ضمن لشکرکشی‌های پرشمار خود به قلمرو سکونت مادها، همواره با شمار فراوانی از «شاهان محلی» روبه‌رو بوده‌اند و نه یک پادشاه واحد حاکم بر کل سرزمین‌های مادنشین. بعدها، در سده‌های نهم و هشتم پ.م. قدرت مادها تا حدی زیادی افزایش یافت و نقش آن‌ها برجسته شد و سرانجام در سدهٔ هفتم پ.م. سرتاسر غرب ایران و برخی از مناطق نزدیک آن به مادها تعلق یافت؛ بنابراین، مرزهای ماد در طول چند صدسال، به‌تدریج و رفته‌رفته تغییر کرد؛ با این حال، گسترهٔ جغرافیایی دقیق ماد ناشناخته باقی مانده‌است.

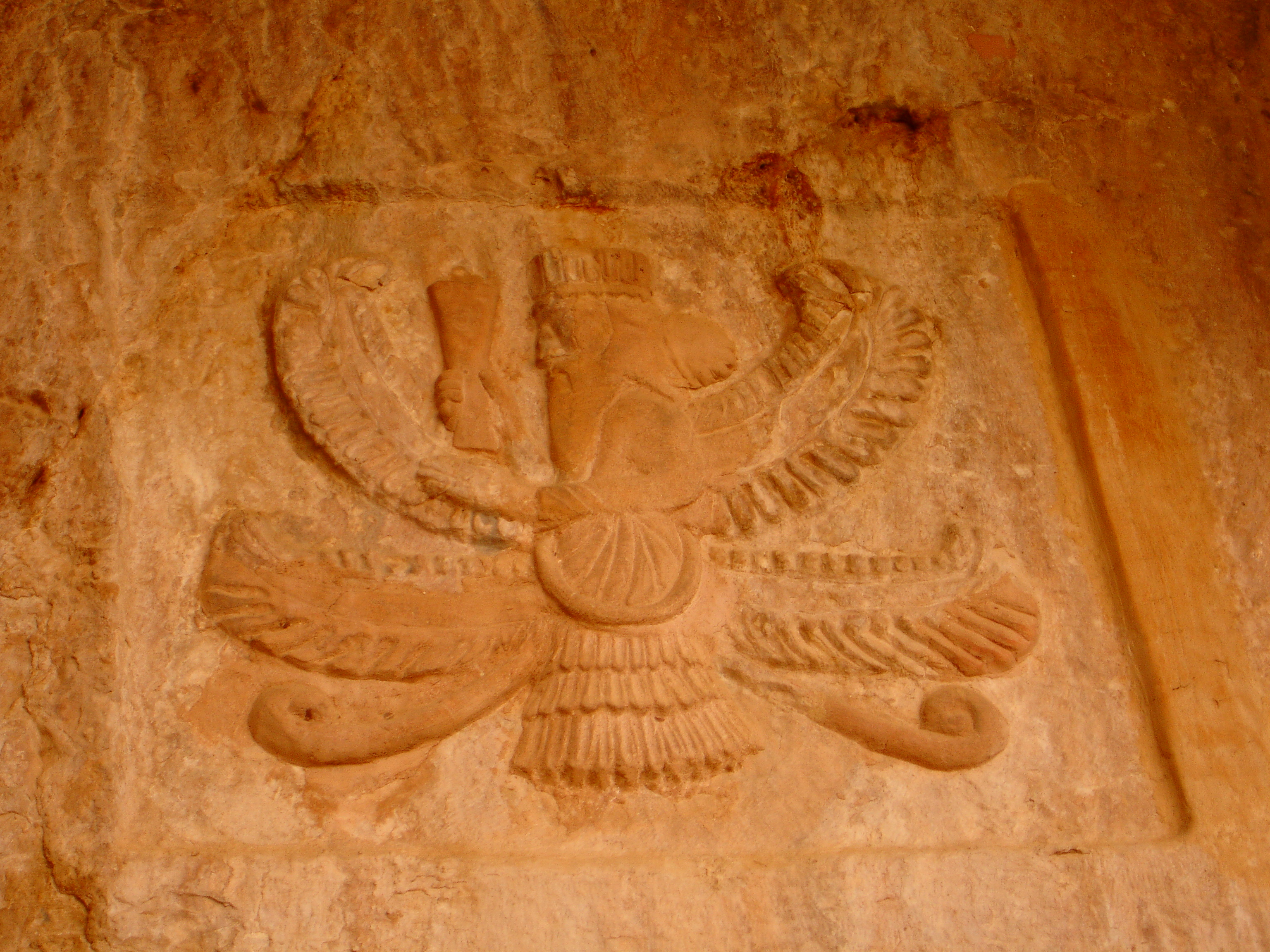
اهورامزدا با چهار بال و برسم در دست؛ در آرامگاه قزقاپان واقع در سلیمانیه عراق از نماد های بجا مانده از دوران ماد هاست

### لشکرکشی‌های آشوری‌ها به سرزمین ماد
با آغاز سدهٔ نهم پ.م. آشوری‌ها به‌طور منظم به مناطق شمال غرب ایران که در آن‌زمان ده‌ها شاهک‌نشین خُرد در آن‌جا وجود داشت یورش می‌بردند و به غارت می‌پرداختند. آشوری‌ها می‌توانستند از طریق دو مسیر به ماد دست یابند: از سوی شمال، از سوی گیزیل بوندا و ظاهراً در امتداد جادهٔ امروزی بیجار به همدان؛ از سوی شمال غرب از طریق مسو در کنار مرز غربی گیزیل بوندا یا از طریق کیشِسیم در امتداد جادهٔ سنندج به همدان. آشوری‌ها همیشه در امتداد راه کوهستانی جادهٔ بزرگ خراسان، از طریق خارخار، آرازیاش و بیت بارو که بخش شمالی الیپی را تشکیل می‌داد و سرانجام از طریق بیت همبان، از ماد به آشور بازمی‌گشتند. همهٔ این سرزمین‌ها در کوه‌های زاگرس، میان اسدآباد از سوی شرق، خارج از جلگهٔ همدان و درهٔ ماهی‌دشت از طرف غرب واقع شده‌بودند که درهٔ ماهی‌دشت جزو بیت همبان محسوب می‌شد. آشوری‌ها نه فقط از طریق ماد بلکه از سوی شمال، از طریق پرسوا و سرزمین‌های همسایه نیز به جادهٔ خراسان دسترسی داشتند. در این صورت، آشوری‌ها با عبور از کنار مسیر سنندج-بیستون یا پاوه-کرمانشاه، در سوی چپ نه‌تنها ماد، بلکه خارخار و کیشسیم قرار می‌گرفتند.

## منبع‌شناسی

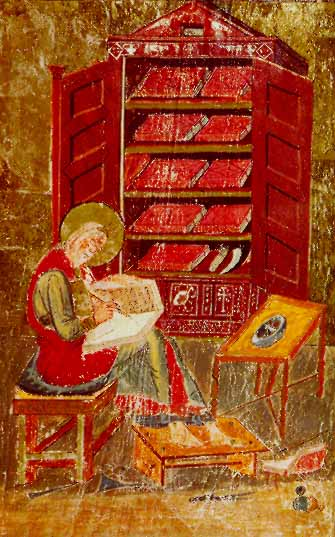
تصویری نقاشی شده از عزرا

نخستین اشاره به نام مادها در سالنامهٔ بیست و چهارم شلمنسر سوم، یعنی سال ۸۳۶ پ.م. بازمی‌گردد، هنگامی که به نَمری حمله کرد. کتیبه‌های آشوری آکنده از گزارش‌هایی دربارهٔ تاخت‌وتازهای سپاه آشور در سرزمین‌های مادنشین و گشوده شدن شاهک‌های مادی هستند. در متن‌های آشوری، برای نمونه در کتیبه‌های تیگلات-پیلسر سوم، بدون اشاره به نام قبیله‌های مادی، از مادها همچون گروهی شناخته‌شده و نیرومند و با عنوان‌هایی چون «مادهای دوردست»، «مادهایی که در نزدیکی بیابان نمک هستند»، «مادهای نیرومند»، «مادهایی که در نزدیکی کوه بیکنی هستند» و «مادهای شرق» یاد شده‌است.
از میان این شاهان، تنها به هووخشتره و ایشتوویگو در متون میخی اشاره شده‌است. با این وجود، پژوهشگران برای یافتن نام دیاکو و پسرش فرورتیش در دیگر منابع مرتبط تلاش کرده‌اند. از این روی، رئیس قبیلهٔ ماننا، دَیائوکو نام داشت که چندین بار در متون آشوری نو (و نیز سال‌نامه‌ها) از دورهٔ سارگون دوم نامش ذکر شده‌است و با دیاکو که هرودوت ذکر کرده‌است، یکی دانسته می‌شود. از او در منابع آشوری به‌عنوان والی ماننا یاد شده‌است که با شاه اورارتو علیه فرمانروای ماننا متحد شده‌بود، اما توسط سارگون اسیر شد و در سال ۷۱۵ پ.م. همراه با خانواده‌اش به سرزمین سوریه تبعید گردید. او ظاهراً در همان‌جا درگذشت.
منابع یونانی، به‌ویژه تاریخ هرودوت دربارهٔ پادشاهی ماد گزارش‌هایی داده‌اند، اما این گزارش‌ها غالباً اندک و آمیخته به افسانه‌اند. اطلاعاتی پراکنده از مورخینی چون هکاته وجود دارد که همین اطلاعات را مورخان بعدی نیز در آثارشان بازتاب داده‌اند. نخستین کسی که گزارشی جامع در مورد مادها ارائه کرد، هرودوت بود. در میان منابع کهن یونانی موجود که دربارهٔ مادها سخن گفته‌اند، مهم‌ترین آن‌ها هرودوت و کتزیاس هستند که نوشته‌های هرودوت تاحدودی قابل اعتماد است و پژوهش‌های نوین باستان‌شناسی هم در پاره‌ای از موارد، گفته‌های او را تأیید می‌کنند؛ اما نوشته‌های کتزیاس جنبهٔ داستان‌سرایی و تفریح‌انگیز دارند و تقریباً در تمامی مواردی که هرودوت و کتزیاس دربارهٔ واقعهٔ یکسانی صحبت کرده‌اند، گفته‌های آنان بسیار با هم اختلاف دارند و در مواردی که بتوان این اختلاف‌ها را از روی منابع دیگر بررسی کرد، گفته‌های کتزیاس نادرست است.
متون عهد عتیق کتاب مقدس نیز تا حدودی برای بازسازی تاریخ ماد مورد استفاده قرار می‌گیرند. این متون در دوره‌های تاریخی گوناگونی نوشته شده‌اند و به‌جز برخی از قسمت‌های کتاب‌های عزرا و دانیال که به زبان آرامی نوشته شده‌اند، همهٔ این متون به زبان عبری نگاشته شده‌اند. کتاب‌های پیامبران ناحوم و حبقوق که تقریباً هم‌زمان بوده‌اند و در سدهٔ هفتم پ.م. می‌زیستند، سقوط فوری دولت آشور را شرح می‌دهند. ناحوم سقوط مصیبت‌بار نینوا را که در سال ۶۱۲ پ.م. توسط مادها و بابلی‌ها تسخیر شد را گزارش کرده و حبقوق دربارهٔ تسخیر آشور در سال ۶۱۴ پ.م. توسط مادها سخن می‌گوید. احتمالاً پیشگویی‌های هر دو کتاب به زمانی که دولت آشور هنوز پابرجا بوده تعلق دارند ولی در دوره‌ای بوده‌اند که سرانجام مصیبت‌بار دولت آشور، آشکار به نظر می‌رسید.

## جغرافیا

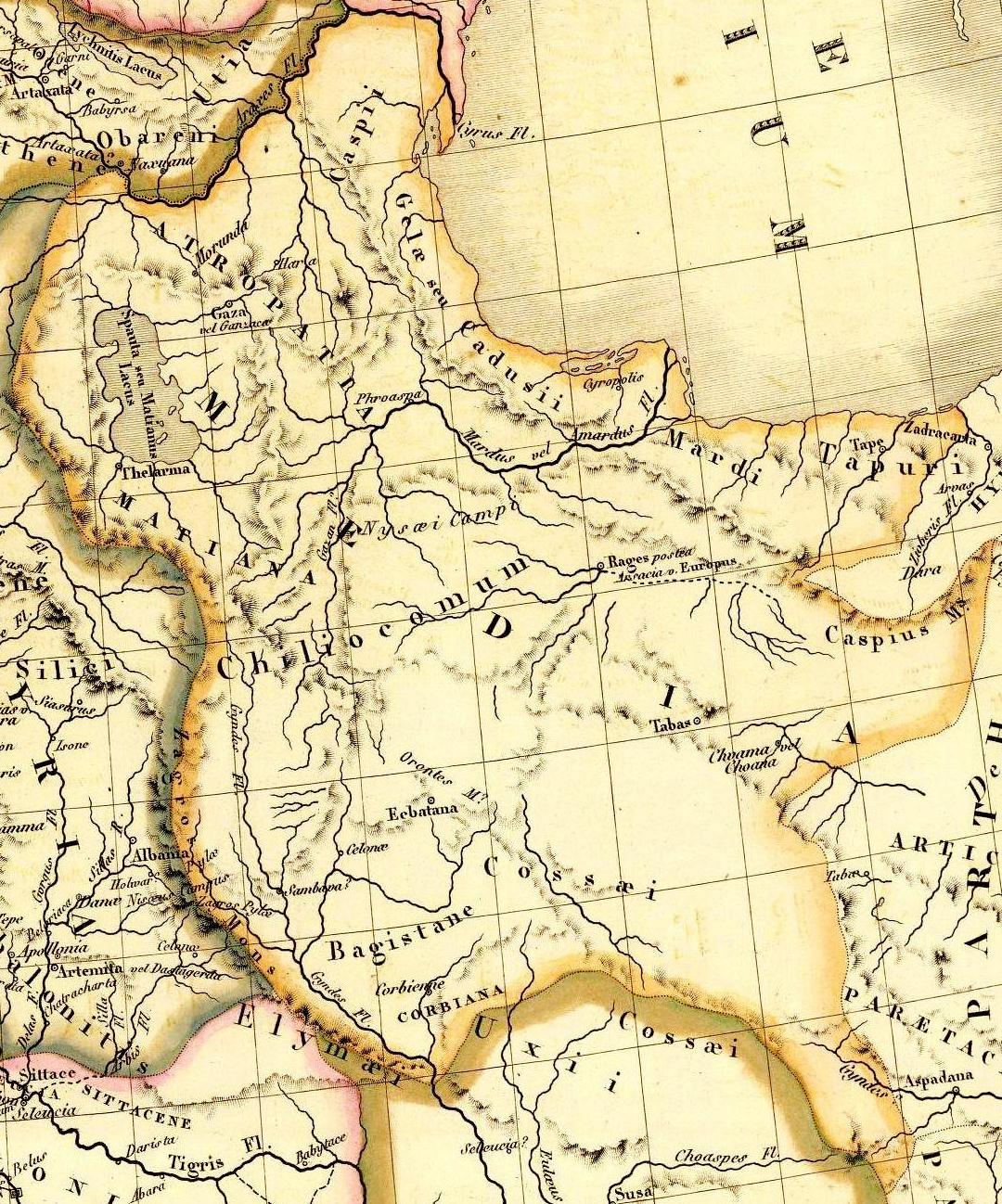
قلمروی اصلی مادها

در پایان هزارهٔ دوم پ.م. قبیله‌های مادی، استقرار در قلمروی غرب ایران که بعدها ماد نامیده شد را آغاز کردند؛ جایی که در آن زمان نشیمن‌گاه شاهک‌نشین‌های فراوان و گروه‌های قومی و زبانی گوناگونی مانند گوتی‌ها، لولوبی‌ها، کاسی‌ها و هوری‌ها بود. بعدها، در سده‌های نهم و هشتم پ.م. قدرت مادها تا حدی زیادی افزایش یافت و نقش آن‌ها برجسته شد و سرانجام در سدهٔ هفتم پ.م. سرتاسر غرب ایران و برخی از مناطق نزدیک آن به مادها تعلق یافت؛ بنابراین، مرزهای ماد در طول چند صد سال، به‌تدریج و رفته‌رفته تغییر کرد؛ با این حال، گسترهٔ جغرافیایی دقیق ماد برای ما ناشناخته باقی مانده‌است.

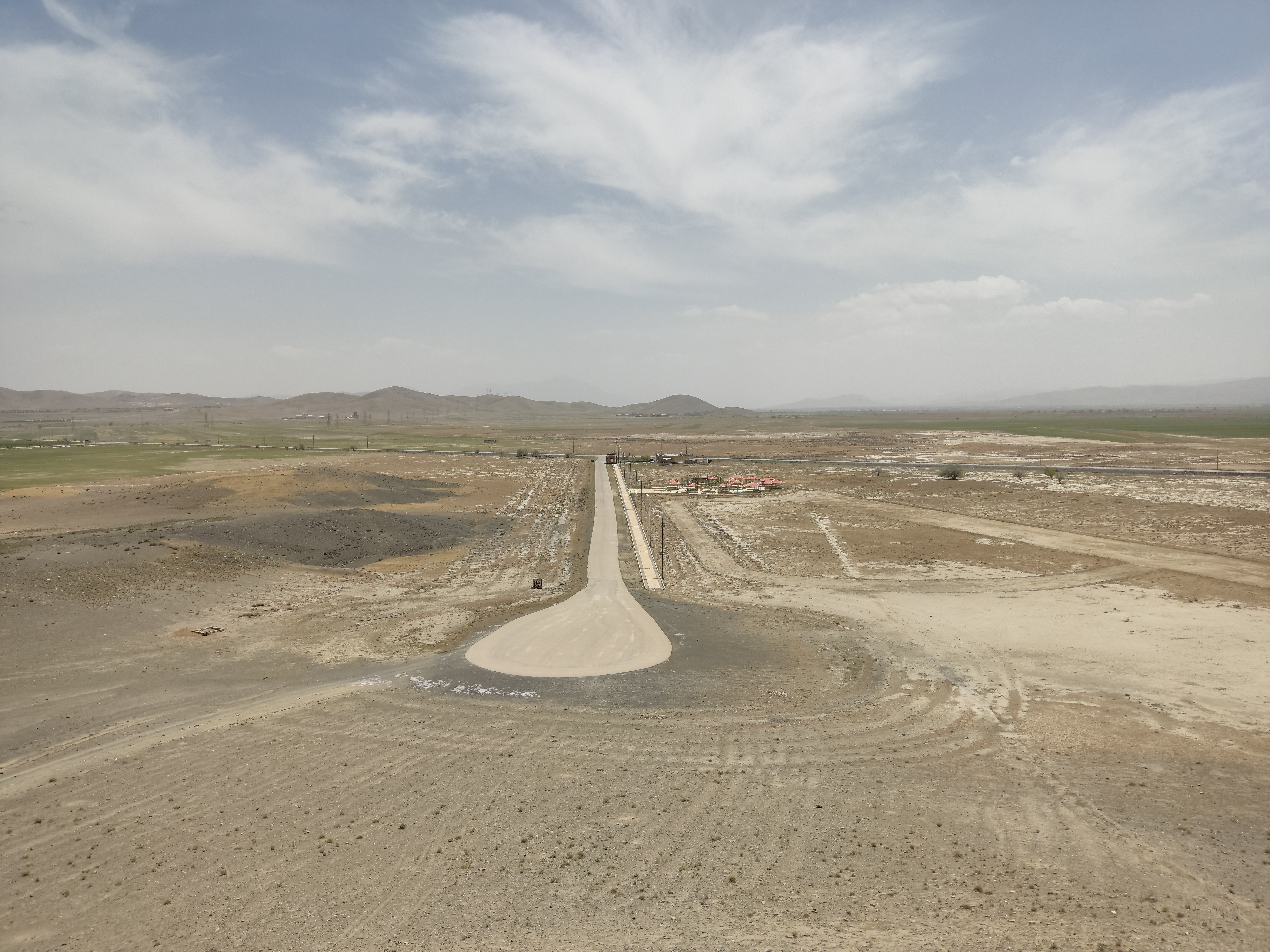
دشت‌های همدان که از مراکز مهم سکونت مادها بود. آثار باستانی متعدد بجا مانده در این دشت‌ها متعلق به مادها گواه بر این است.

در دورهٔ نخستین، مرزهای غربی شاهک‌نشین‌های ماد که از یکدیگر مستقل بودند، از مرزهای غربی دشت همدان فراتر نمی‌رفتند. اطلاعات ما دربارهٔ حدود شمالی و شرقی ماد بسیار اندک است. با این حال، سرزمین اصلی ماد، آن‌گونه که آشوری‌ها از اواخر سدهٔ نهم پ.م. تا آغاز سدهٔ هفتم پ.م. آن را می‌شناختند، از سوی شمال به گیزیل بوندا محدود می‌شد که گیزیل بوندا در کوه‌های قافلان‌کوه در شمال دشت همدان قرار داشت؛ از سوی غرب و شمال غرب نیز محدودهٔ آن از دشت همدان فراتر نمی‌رفت و به کوه‌های زاگرس محدود می‌شد، به جز در جنوب غربی که مادها تا دره‌های زاگرس را در اختیار داشتند که این مرز در دامنهٔ کوه‌های گرین واقع شده بود و ماد را از الیپی، پادشاهی‌ای در نواحی پیشه‌کوه به سمت جنوب کرمانشاه، جدا می‌کرد. از سوی جنوب نیز مرز ماد به منطقهٔ ایلامی سیماشکی محدود می‌شد که امروزه با درهٔ خرم‌آباد تطبیق داده می‌شود.
به نظر می‌رسد که قلمروی ماد از سوی شرق و جنوب شرقی به دشت کویر و سرزمین پَتوشَرا محدود بود؛ سرزمین پتوشرا چنان‌که توسط شاهان آشوری توصیف شده‌است، در حاشیهٔ کویر نمک (احتمالاً دشت کویر) واقع شده بود. رشته کوه نزدیک پتوشرا را آشوریان «بیکنی» می‌نامیدند و از آن با عنوان «رشته کوه لاجورد» یاد می‌کردند. پژوهشگران معمولاً آن را با کوه دماوند که در شمال شرق تهران قرار دارد، برابر می‌دانند. پتوشرا ظاهراً همان منطقه‌ای‌ست که در فارسی میانه به‌صورت پَدشخوار ذکر شده‌است، جایی که در سده‌های میانی استخراج لاجورد از آن گواهی شده‌است. لاجورد که به عنوان خراج به آشوری‌ها پرداخت می‌شد، «به واسطهٔ تجارت با مادی‌های مناطق شرقی به دست می‌آمد.» پتوشرا و کوه بیکنی، احتمالاً دوردست‌ترین قلمرو حکومت مادها بود که آشوری‌ها در طول بزرگ‌ترین توسعهٔ خویش در نیمهٔ دوم سدهٔ هشتم پ.م. و دههٔ نخست سدهٔ هفتم پ.م. به آن نفوذ کرده بودند. با این حال، لوییس لوین استدلال می‌کند که کوه بیکنی به احتمال زیاد می‌بایست با رشته‌کوه الوند تطبیق داده شود که در غرب همدان قرار دارد؛ این تطبیق توسط استوارت کلیفورد براون و تعدادی دیگر از پژوهشگران مورد قبول واقع شده‌است. اگر تطبیق بیکنی با رشته‌کوه الوند درست باشد، به این معناست که آشوری‌ها هرگز از این کوه‌ها عبور نکردند و همهٔ سرزمین‌های مادی که تسخیر کردند یا برایشان شناخته‌شده بود، در غرب همدان قرار داشت.

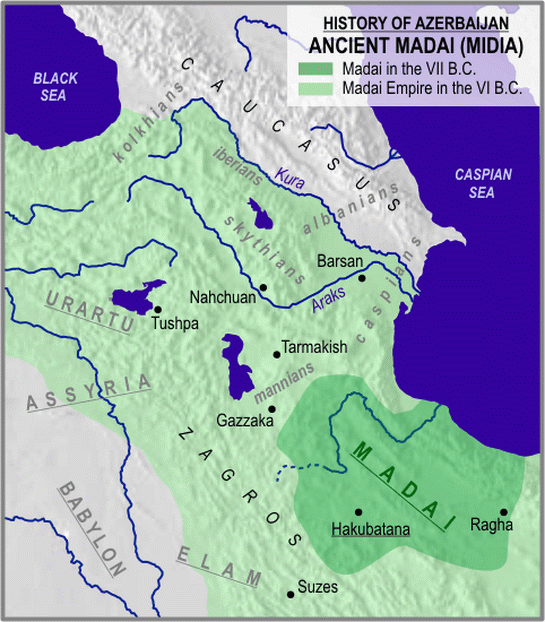
قلمروی نخستین مادها در میان شهر ری و همدان کنونی

### هگمتانه
هگمتانه، پایتخت پادشاهی ماد، پایتخت تابستانی هخامنشیان و ساتراپ‌نشین ایالت ماد از دوران هخامنشیان تا ساسانیان بود.
دانشنامه ایرانیکا بنیان‌گذاری ماد را سال ۷۰۸ پ.م. به مرکزیت هگمتانه و توسط دیاکو ذکر می‌کند. نام این شهر در سنگ‌نوشتهٔ داریوش بزرگ در بیستون در زبان فارسی باستان «هَمگمَتانَ»، در ایلامی «اَگ-مَ-دَ-نَ» و در زبان اکدی «اَ-گَ-مَ-تَ-نُ» ثبت شده‌است. معمولاً چنین تفسیر می‌شود که این واژه از «هَنگمَتَ» به معنای «محل گردآمدن» مشتق شده‌است و نتیجه گرفته می‌شود که پیش از شکل‌گیری دولت ماد، نوعی گردهمایی مردمی در اینجا انجام می‌شد. هرودوت به یک گردهمایی مادها که در آن دیاکو به شاهی برگزیده شد، اشاره می‌کند ولی محل آن را مشخص نمی‌کند. واژهٔ ایلامی «هَل. مَتَ. نَ» به معنای «سرزمین مادها» احتمالاً نباید درست باشد چرا که شهر پایتخت مادها نمی‌توانست نامی ایلامی داشته باشد یا «سرزمین» نامیده شود. جرج کرزن، پیشنهاد کرده‌است که با توجه به اینکه در آن‌جا هفت شهر، هگمتانه نامیده می‌شوند و چهارتای آن‌ها در پارس قرار دارند، این نام در واقع برای پایتخت یا شهر شاهی تعیین شده بود. در منابع باستانی و دیگر منابع، برای هگمتانه نام‌های مختلفی ذکر شده‌است: در زبان یونانی «اِکباتانا، اِگباتانا»، در زبان لاتین «اکباتانا، اکباتانا، اکباتانیس پارتیوروم» در زبان آرامی «اَحمِتَ»، در زبان ارمنی «اَحمَتَن، هَمَتَن، اِکبَتَن» و در زبان فارسی میانه «هَمَدان».

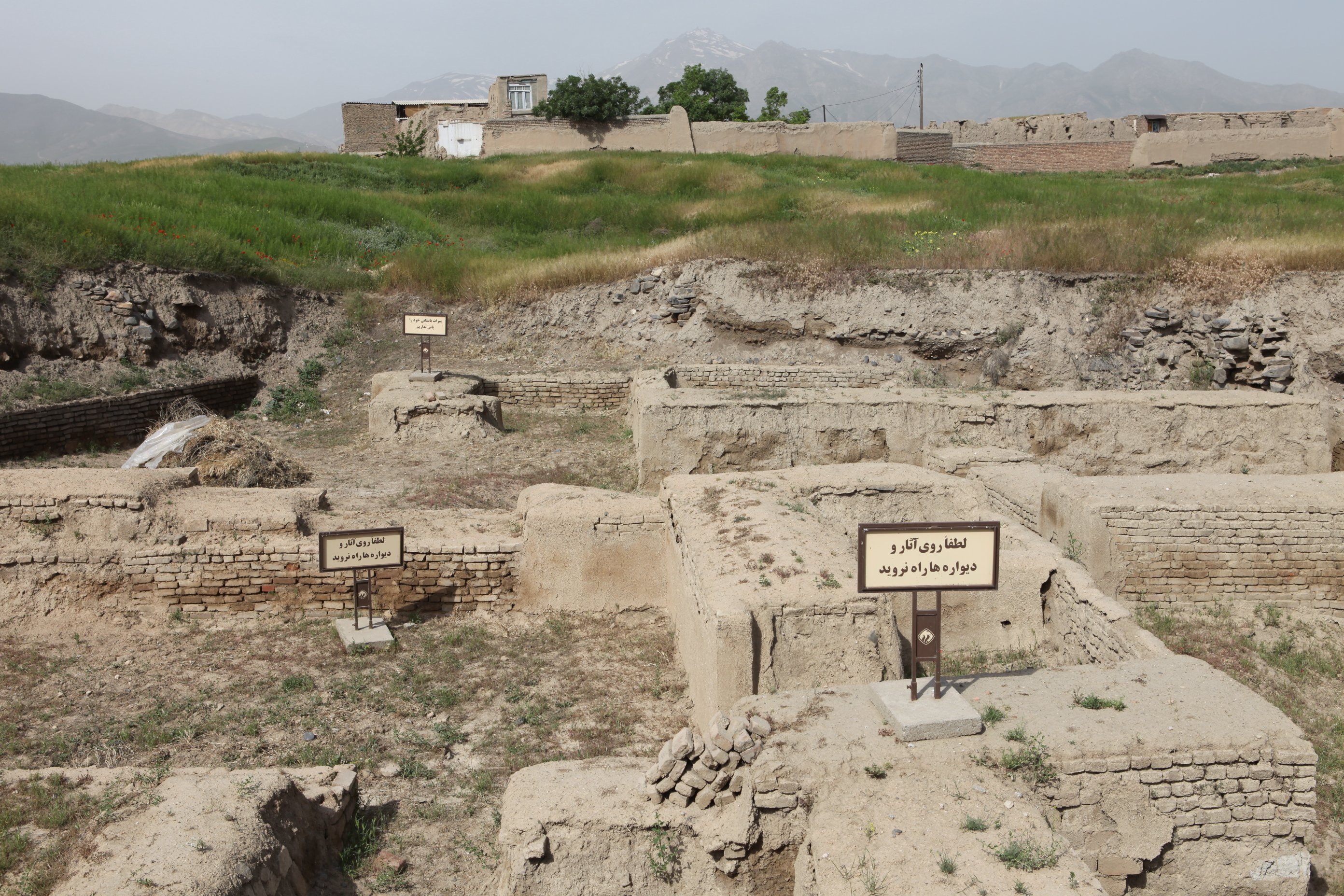
بازمانده‌های امروزی هگمتانه بر تپهٔ هگمتانه

بنا بر هر دو زمینهٔ تاریخی و باستان‌شناسی، تطبیق هگمتانه با همدان، قطعی است. با این حال، کمبود آثار باقی‌ماندهٔ قابل مشاهده از دوران پیش از اسلام در این منطقه، باعث شده که برخی از نخستین بازدیدکنندگان اروپایی، مکان‌های جایگزینی همچون شوش، کنگاور و تخت سلیمان را برای هگمتانه پیشنهاد دهند.
با توجه به موقعیت و منابع استراتژیک هگمتانه، این محوطه احتمالاً پیش از هزارهٔ یکم پ.م. اشغال شده بود، هرچند که شواهد تاریخی و باستان‌شناختی در این مورد وجود ندارد. بنا به گفتهٔ هرودوت، هگمتانه در اواخر سدهٔ هشتم پ.م. به عنوان پایتخت مادها توسط دیاکو برگزیده شد. هرودوت مجتمع شاهانه شامل قصر، خزانه‌داری و اقامت‌گاه نظامی که بر روی تپه‌ای ساخته شده بودند را توصیف می‌کند و می‌گوید که این مجتمع توسط هفت دیوار متحدالمرکز که هر دیوار داخلی از دیوار بیرونی بلندتر بود و بر آن اِشراف داشت، ساخته شد. علی‌رغم دو سده درگیری در مناطق مادی مرکز زاگرس، آشوری‌ها هیچ‌گونه گزارش روشنی از هگمتانه ارائه نداده‌اند و ممکن است که آن‌ها هرگز در شرق الوند پیش‌روی نکرده باشند. سنت‌های قدیمی دیگری، منشأ شهر هگمتانه را به سمیرامیس افسانه‌ای یا به جمشید نسبت می‌دهند.

## گاه‌نگاری تاریخ سیاسی
دوران پادشاهی شاهان ماد و مدت پادشاهی آن‌ها و نیز ترتیب‌شان مورد مناقشه است. دربارهٔ گاه‌نگاری سیاسی شاهان ماد نظرات گوناگونی ابراز شده‌است که مهم‌ترین آن‌ها در ادامه آمده‌است.

### هرودوت
به‌گفتهٔ هرودوت، پادشاهی ماد دارای ۴ شاه بود که به یک دودمان تعلق داشتند و به مدت ۱۵۰ سال فرمانروایی کردند. به‌قضاوت هرودوت، شاهان ماد به ترتیبِ سال‌های زیر فرمانروایی کردند:
| شاه       | مدت حکومت | سال‌های حکومت         |
| --------- | --------- | -------------------- |
| دیاکو     | ۵۳ سال    | حدود ۷۰۰ تا ۶۴۷ پ.م. |
| فرورتیش   | ۲۲ سال    | حدود ۶۴۷ تا ۶۲۵ پ.م. |
| هووخشتره  | ۴۰ سال    | حدود ۶۲۵ تا ۵۸۵ پ.م. |
| ایشتوویگو | ۳۵ سال    | حدود ۵۸۵ تا ۵۵۰ پ.م. |

بنا بر ادعای هرودوت که می‌گوید سلطهٔ سکاها بر ماد تا پیش از سقوط نینوا در سال ۶۱۲ پ.م. حدود بیست‌وهشت سال به طول انجامید؛ پژوهشگران آغاز گاه‌نگاری مادها را تا سال ۷۲۸ پ.م. به عقب می‌بردند. این کار به آن‌ها اجازه می‌دهد تا فرورتیش، دومین شاه ماد را با کشتریتی (خشتریته)، رهبر شورش مادها علیه آشوری‌ها در سال ۶۷۲ پ.م. را تطبیق دهند و آن‌ها را یکی بدانند. این تطبیق براساس عبارتی در سنگ‌نوشتهٔ بیستون است که مدعی تاج‌وتخت ماد، فرورتیش نامیده می‌شود. این فرورتیش (دوم)، در سال ۵۲۲–۵۲۱ پ.م. علیه داریوش بزرگ هخامنشی شورید و ادعا کرد که خشَثریه (هَشَتریتی در نسخهٔ بابلی سنگ‌نوشتهٔ بیستون) «از تخمهٔ هووخشتره» است. بر اساس این، جرج کامرون نتیجه گرفت که «کشتریتی» نام شاهانهٔ فرورتیش بود که ممکن است پدر هووخشتره باشد. دیاکونوف نیز به همین ترتیب عقیده دارد که خشثریه (کشتریتی) احتمالاً همان کسی باشد که هرودوت او را فرورتیش، پسر دیاکو نامیده‌است. دیگر تاریخ‌نگاران نیز موافقند که خشثریه (نه فرورتیش) نامی شاهانه بوده‌است زیرا کسی که نامی شاهانه دارد، به نام شاهانهٔ دیگری نیاز ندارد. با این حال، برخی از پژوهشگران تمایل دارند که تطبیق فرورتیش پسر دیاکو با کشتریتی را رد کنند یا در مورد در نظر گرفتن آن شک دارند. افزون بر این، این نکته که چرا فرورتیش می‌بایست نام شاهانهٔ خشثریه را بر خود بگذارد، همچنان حل‌نشدنی باقی مانده‌است.
داندامایف و مدودسکایا عقیده دارند که اگر آغاز پادشاهی دیاکو را تا سال ۷۲۸ پ.م. عقب ببریم، سپس از این طریق می‌توان گاه‌نگاری قطعی و کاملی از این سلسله ارائه داد:
| شاه       | مدت حکومت | سال‌های حکومت         |
| --------- | --------- | -------------------- |
| دیاکو     | ۵۳ سال    | حدود ۷۲۸ تا ۶۷۵ پ.م. |
| فرورتیش   | ۲۲ سال    | حدود ۶۷۵ تا ۶۵۳ پ.م. |
| هووخشتره  | ۴۰ سال    | ۶۲۵ تا ۵۸۵ پ.م.      |
| ایشتوویگو | ۳۵ سال    | ۵۸۵ تا ۵۵۰ پ.م.      |

### ادوین گرانتوسکی
گاه‌نگاری بالا پس از آنکه رنه لابا در تعدادی از نسخه‌های تاریخ هرودوت، ۲۸ سال سلطهٔ سکاها در دوران فرمانروایی هووخشتره را نشان داد، توسط پژوهشگران رد شد و در نتیجه از نظر ترتیب تاریخی، فرورتیش نمی‌تواند همان کشتریتی که منابع آشوری از آن یاد می‌کنند باشد. ادوین گرانتوسکی معتقد است که این مشکل را می‌توان با استفاده از منابع میخی حل کرد، که شورش مادی‌ها علیه آشور را در حدود سال ۶۷۲ پ.م. و پایان حکومت مادها را در ۵۵۰ پ.م. تاریخ‌گذاری کرد. او گاه‌نگاری زیر را پیشنهاد می‌دهد:
| شاه        | سال‌های حکومت                              |
| ---------- | ----------------------------------------- |
| دیاکو      | حدود ۶۷۲/۶۷۱ پ.م. دههٔ ۴۰ از سدهٔ هفتم پ.م. |
| فرورتیش    | حدود ۶۴۰ تا حدود ۶۲۰ پ.م.                 |
| سلطهٔ سکاها | حدود ۶۳۵ تا ۶۱۵ پ.م.                      |
| هووخشتره   | حدود ۶۲۰ تا ۵۸۴ پ.م.                      |
| ایشتوویگو  | حدود ۵۸۴ تا ۵۵۰ پ.م.                      |

بنابراین، به گفتهٔ گرانتوسکی دودمان مادها به‌مدت حدود ۱۲۰ سال پا بر جا بود؛ دَهیوکَه (دیاکو) استیلا و فرمانروایی آشوری‌ها را برانداخت و سلسلهٔ ماد را بنیان نهاد. فرورتیش پارس‌ها را تحت انقیاد درآورد. هنگامی که هووخشتره ارتش آشوری‌ها را در سال ۶۱۲ پ.م. شکست داد، مادها تسلط بر آسیای علیا را آغاز کردند و این تسلط به‌مدت حدود ۶۲ سال ادامه داشت. همان‌طور که سکاها بر ماد و دیگر سرزمین‌ها تسلط داشتند، گفتهٔ هرودوت ویژگی افسانه‌ای دارد و قابل اعتماد نیست، چرا که با تاریخ واقعی مادها و دیگر کشورهای شرق نزدیک باستان در سدهٔ هفتم پ.م. سازگاری ندارد.
بر اساس دیگر گزارش‌های هرودوت، مادها به مدت ۱۲۸ سال بر تمام آسیای علیا سلطه داشتند. در این صورت، از آن‌جایی که سلسلهٔ مادها تا سال ۵۵۰ پ.م. پا بر جا بود، آغاز حکومت آن‌ها نیز می‌بایست در سال ۶۷۸ پ.م. تاریخ‌گذاری شود که این تاریخ، تنها چند سال پیش از شورش آن‌ها علیه آشور است. رابرت درو توجه کرده‌است که رقم ذکرشدهٔ هرودت قابل اعتماد نیست، چرا که بر اساس گفتهٔ خود هرودوت، هووخشتره فرزند فرورتیش بود که در آسیای علیا تا شرق رود هالیس (قزل‌ایرماق کنونی در آسیای صغیر) را تصرف کرده‌بود. این اتفاق نمی‌توانست زودتر از سال ۶۲۵ پ.م. روی داده‌باشد. اما ممکن است که بتوان تناقض آشکار بین این دو گزارش هرودوت را با یکدیگر تطبیق داد.
همان‌طور که پیش‌تر جورج راولینسون نیز مشاهده‌کرد، ممکن است که هرودوت، دو رقم ۲۲ و ۵۳ سال را پیش‌وپس ذکر کرده‌باشد زیرا که منابع روایت‌های او به‌ترتیب دَهیوکَه و فرورتیش را چنین مشخص کرده‌بودند. راولینسون چنین مطرح کرده‌است که فرورتیش به‌مدت ۵۳ سال و دیاکو به‌مدت ۲۲ سال فرمانروایی کرده‌اند. با این تغییر در جدول نخست، بالا، تاریخ ۶۷۸ تا ۶۲۵ پ.م. را برای فرمانروایی فرورتیش به‌دست می‌آوریم؛ بنابراین، بر اساس پیشنهاد راولینسون، مجموع پادشاهی سه شاه ماد پس از دَهیوکَه (۵۳+۴۰+۳۵) می‌تواند همان ۱۲۸ سالی باشد که هرودوت در کتابش (۱٫۱۳۰) گفته‌بود. فرورتیش سلطهٔ آشوری‌ها را برانداخت و چنان‌که هرودوت می‌گوید، به قبایل پارسی حمله بُرد و سرزمین‌هایی در خاورمیانه را مطیع کرد. نتایج کاوش‌های باستان‌شناسی گروه آلمانی در بسطام که در شمال ارومیه قرار دارد، اجازه می‌دهد تا چنین فرض شود که مادها حتی پس از اینکه قبایل پارسی را مطیع کردند، به اورارتو یورش بردند؛ بنابراین، نقطهٔ آغاز دوران برتری ۱۲۸ سالهٔ مادها احتمالاً با جلوس کشتریتی/فرورتیش بود که فرمانروایی‌اش را چند سالی پیش از شورش موفقیت‌آمیز ماد علیه آشوری‌ها آغاز کرد و به مدت ۵۳ سال فرمانروایی کرد. دربارهٔ دَهیوکَه، پدر فرورتیش او تنها یکی از رؤسای ماد بود که تحکیم اتحاد قبایل مادی را آغاز کرد. ممکن است که او فقط اسماً بنیان‌گذار دودمان شاهی ماد بوده‌باشد.

### دیاکونوف
بر اساس پیشنهاد دیاکونوف، هرودوت رویدادها را بیش از حد ساده می‌انگاشت و فعالیت‌های چندین نسل از سران ماد را به دَهیوکَه واگذار کرد و بنیان‌گذاری پادشاهی ماد را به او نسبت داد. دربارهٔ دیگر پادشاهان ماد نیز، هووخشتره در ائتلاف با بابلی‌ها توانست آشور را فتح کند و حاکمیت خود را بر آسیا فراتر از رود هالیس برقرار کند. ایشتوویگو نیز آخرین شاه دودمان مادها بود؛ بنابراین، فرمانروایی پادشاهان ماد را می‌توان به شرح زیر ارائه داد:
| شاه             | مدت حکومت | سال‌های حکومت         |
| --------------- | --------- | -------------------- |
| دیاکو           | ۲۲ سال    | حدود ۷۰۰ تا ۶۷۸ پ.م. |
| کشتریتی/فرورتیش | ۵۳ سال    | حدود ۶۷۸ تا ۶۲۵ پ.م. |
| هووخشتره        | ۴۰ سال    | ۶۲۵ تا ۵۸۵ پ.م.      |
| ایشتوویگو       | ۳۵ سال    | ۵۸۵ تا ۵۵۰ پ.م.      |

## شاهان ماد

### دیاکو
دیاکو یا دیااُکو بنیان‌گذار حکومت ماد بود. نام وی در منابع گوناگون، به صورت‌های مختلفی ذکر شده‌است؛ هرودوت نام وی را به صورت «دِیوکِس» نوشته، در متون آشوری Da-a-a-uk-ku و در عیلامی به صورت Da-a-(hi-)(ú-)uk-ka و Da-a-ya-u(k)-ka ضبط شده‌است. نام دیاکو برگرفته از واژهٔ ایرانی -Dahyu-ka است و اسم مصغر واژهٔ -dahyu به‌معنی سرزمین است.

گسترهٔ ماد در دوران دیاکو (۶۷۵ پ. م)

هرودوت می‌گوید که دیاکو مدت ۵۳ سال حکومت کرده و بر این اساس دربارهٔ دوران حکومت وی گمانه‌زنی‌هایی شده‌است اما به نظر می‌رسد که گزارش هرودوت بر مبنای روایتی شفاهی باشد. پژوهشگران از روی گزارش هرودوت به این نتیجه رسیده‌اند که دیاکو مؤسس خاندان سلطنتی ماد و همچنین نخستین پادشاه ماد بوده که از آشوری‌ها استقلال کسب کرده‌است. اما باید بر این نکته تأکید شود که گزارش هرودوت آمیزه‌ای از افسانه‌های یونانی و شرقی است و از نظر تاریخی قابل اطمینان نیست. همچنین فرض بر این است که پادشاه مادی که گزارش‌های هرودوت حول و حوش او می‌چرخد، همان دیاکو پدر فرورتیش باشد، در نتیجه ممکن نیست که تاریخ دقیق دورهٔ حکمرانی او را مشخص کرد اما می‌توان گفت که احتمالاً اکثر نیمهٔ اول سدهٔ هفتم پ.م. را در برمی‌گرفته‌است. ایگور دیاکونوف می‌گوید: «وضع دوران حکومت دیاکو در نوشته‌های هرودوت با تصویری که منابع آشوری از آن زمان (۶۷۵–۷۴۵ پ. م) رسم می‌کنند چُنان مغایرت دارد که برخی از مورخان گواهی هرودوت را رد کرده‌اند».
بر پایهٔ نوشته‌های هرودوت، دیاکو پدر فرورتیش بود که طرح و نقشهٔ ایجاد یک حکومت واحد ماد را در ذهن داشت؛ مادها در دهکده‌های خودمختار جداگانه یا در شهرهای کوچک زندگی می‌کردند. دیاکو در یک دورهٔ بی‌قانونی در ماد، تلاش کرد تا عدالت را در دهکدهٔ خود اجرا کند و اعتبار و حسن شهرتی را به عنوان یک قاضی بی‌طرف به‌دست آورد به این ترتیب حوزهٔ فعالیت او گسترش یافت و مردم روستاهای دیگر نیز به وی مراجعه می‌کردند تا اینکه سرانجام او اعلام کرد درخواست‌های مردم زیاد است و این جایگاه برای وی دردسرساز و دشوار است و حاضر به ادامهٔ کار نیست. در پی این کناره‌گیری، دزدی و اغتشاش فزونی یافت و مادها گرد هم آمدند و وی را برای حل و فصل اختلافات به‌عنوان پادشاه برگزیدند. منابع آشوری نیز برای نخستین بار، در سال ۶۷۳ پ.م. از پادشاهی مستقل ماد یاد می‌کنند.
پس از به پادشاهی رسیدن، اولین اقدام دیاکو گماشتن نگهبانانی برای خود و نیز ساخت پایتخت بود. شهری که دیاکو برای این منظور برگزید در زبان فارسی باستان هگمتانه و به زیان یونانی «اکباتان» (Ἐκβάτανα یا Ἀγβάτανα) خوانده می‌شد که همدان امروزی دانسته می‌شود. هگمتانه به معنی «محل اجتماع» یا «شهری برای همه» است و اشاره‌ای است به گرد هم آمدن طوایف مادی که سابقاً متفرق بودند. او در اواخر قرن هشتم پ.م. دستور داد تا یک دژ مستحکم بر روی تپه‌ای در این شهر ایجاد شود تا همهٔ امورات نظامی، دولتی و خزانه‌داری در آن انجام گیرد. هرودوت توضیح می‌دهد که این مجتمع پادشاهی، توسط هفت دیوار متحدالمرکز که هر دیوار داخلی از دیوار بیرونی بلندتر بود و بر آن اشراف داشت، ساخته شد. این هفت دیوار، هرکدام به رنگ خاصی تزیین شده بود، دیوار اول (بیرونی) سفید، دومین دیوار به رنگ سیاه، سومی به‌رنگ سرخ تند، چهارمین آبی، پنجمی سرخ باز، ششمین دیوار به‌رنگ مسی و هفتمین و درونی‌ترین دیوار نیز طلایی‌رنگ بود. این نوع رنگ‌آمیزی در بابل، نشانهٔ هفت پیکر آسمانی (خورشید-ماه-تیر-ناهید-بهرام-هرمز-کیوان) بودند ولی درِ هگمتانه، تقلیدی از بابل بود. قصر پادشاه به همراه گنجینه‌هایش هم در درون آخرین دیوار جای داشت.
سارگون دوم شاه آشور در سال ۷۱۵ پ.م. متوجه شد که دیاکو با روسای اول، اورارتو متحد شده‌است. او دیاکو را زیر نظر گرفت و در طی جنگ خود با منائیان، که از خویشاوندان نژاد مادی بودند و در آذربایجان و جنوب دریاچهٔ ارومیه سکونت می‌کردند، بار دیگر وارد ماد شد تا چنان‌که مدعی بود، به «هرج‌ومرج» آن‌جا پایان دهد. وی در آن‌جا توانست دیاکو را اسیر کند ولی برخلاف عادت همیشگی آشوری‌ها جانش را به او بخشید و در نبشته‌ای تشریفاتی در کاخ خود در خُرس‌آباد اعلام می‌کند: «دیاکو را به‌همراه قبیله‌اش به حماة تبعید کردم.»

### فرورتیش
فرَوَرتیش (فارسی باستان: فْرَوَرتی، اوستایی: فْرَوَشی، یونانی: فرااُرتِس، بابلی: پَرومَرتیش، عیلامی پیرومَرتیش) دومین شاه ماد بود. به گفتهٔ هرودوت فرورتیش پسر دیاکو بود و قبایل مادی را متّحد و به یک کشور تبدیل کرد.
وی که به همراه دیاکو و خانواده‌اش به آشور تبعید شده بود، به احتمال قوی در خاک آشور تربیت شد. بعدها وی ارباب ده ایالت بیت کاری در ناحیهٔ همدان کنونی، به مرکزیت کار-کشی شد. گمان می‌رود آشوری‌ها خود از روی عمد وی را به این مقام منصوب کرده‌باشند تا اولاً وی را از جایی که نفوذ و ریشهٔ محلی داشته‌است دور کرده باشند، ثانیاً بر این باور بودند که فرورتیش که دست‌پرورده و دست‌نشاندهٔ خودشان است، مانند سایر پیشوایان، شاهکان و شاهان دست‌نشانده و در ادامه سیاست‌هایی را دنبال خواهد کرد که به نفع آشوری‌ها باشد.
فرورتیش با آنکه سرنوشت اسارت پدرش دیاکو را دیده بود، همان راه پدرش را دنبال کرد و به آشور اعلان جنگ داد. برای این کار ابتدا پارس‌ها را تحت انقیاد خود درآورد و سپس با جلب یاری شاهک‌های پیشین‌ده دو ایالت مجاور خود قیامی را علیه آشور ترتیب داد. قیام به سرعت گسترش یافت و آشوری‌ها قست اعظم سرزمین ماد را که در تصرف خود داشتند، از دست دادند. در پی مذاکرات آشوری‌ها با سکاها، که متحد مادها در این قیام بودند و خروج آن‌ها از اتحاد با مادها به نفع آشوری‌ها، جریان قیام ناتمام ماند.
از آن تاریخ به بعد فرورتیش توانست مهم‌ترین نواحی ماد را از زیر یوغ آشور نجات دهد و در سه ایالت بیت کاری، مادای و ساپاردا دولت واحدی تأسیس و پادشاهی مستقل ماد را برپا کند.
در جریان یک کشمکش داخلی در آشور، فرورتیش فرصت را برای حملهٔ دوباره به آشور مناسب دید و بدین ترتیب در سال ۶۵۳ پ.م. مجدداً به آشور یورش برد ولی کشته شد. بدین ترتیب ۲۲ سال حکومت وی بر مادها پایان یافت. برخی از مورخان معتقدند علی‌رغم شکست فرورتیش از آشوری‌ها، این جنگ زمینه‌ساز نبردی شد که پسرش هووخشتره آن را تا سقوط دولت آشور در پیش گرفت. پس از فرورتیش، هووخشتره جانشین او شد و مدت ۴۰ سال حکومت کرد.

### هووخشتره

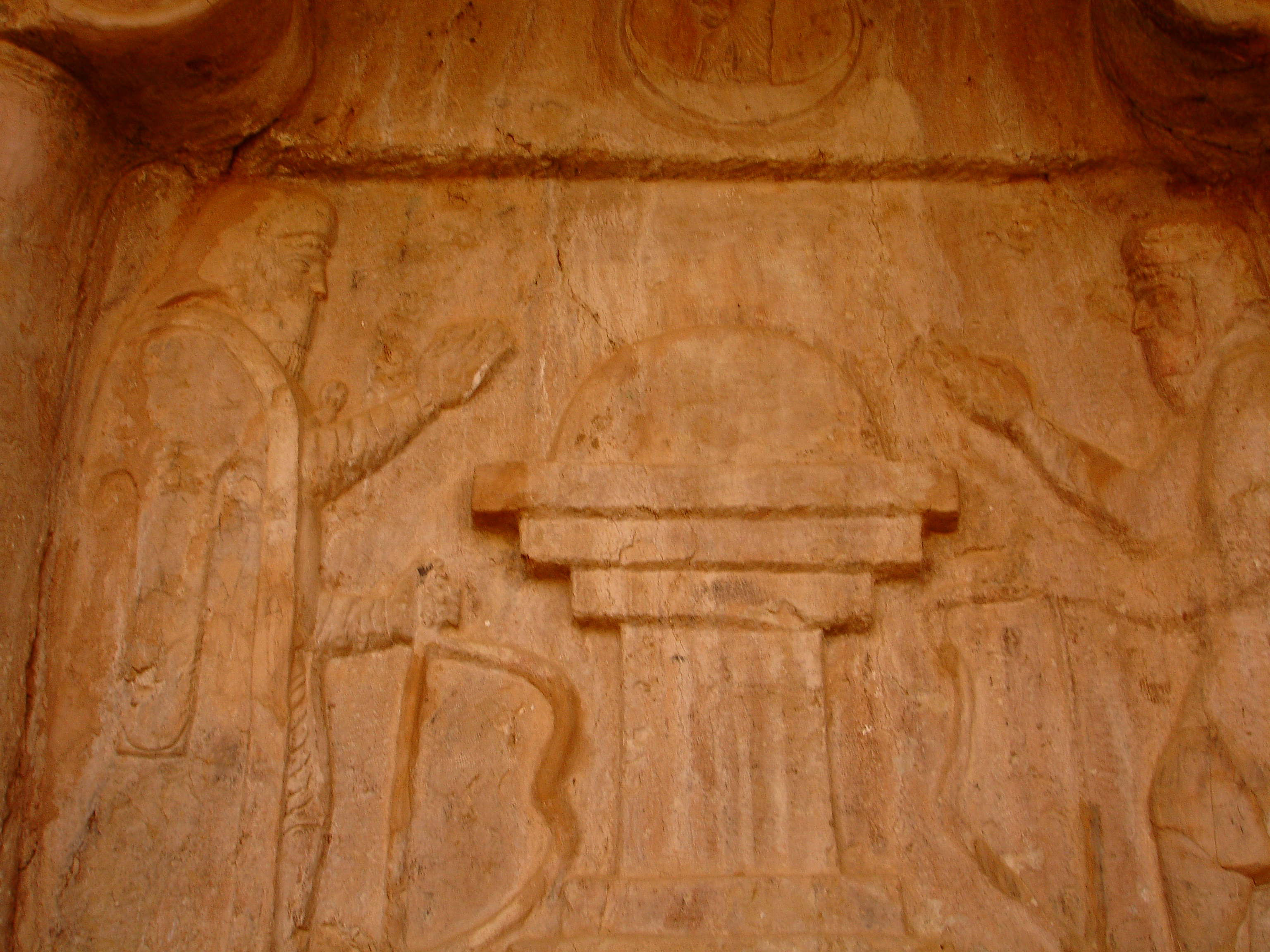
نقش برجسته سردر مقبرهٔ صخره‌ای قزقاپان. فرد سمت راست احتمالاً هووخشتره است.

لوح آشوری کشف شده در شهر حصن کیفا استان باتمان ترکیه و ذکر نام هووخشتره ما به عنوان پادشاه به صورت اوبَکیستِری شَر مَتَیَه

هووخشتره (فارسی باستان: hUvaxšatara، اکدی: mÚ-ak-sa-tar و mUk-sa-tar، عیلامی: mÚ-ak-sa-tar, mUk-sa-tar و mÚ-ma-ku-iš-tar، فریگی باستان: Ksuwaksaros، یونانی: Kyaxárēs) سومین و تواناترین شاه ماد و نخستین پادشاه در دوران باستان است که یک سلطنت سراسری را در ایران تشکیل داد و ایران را به عنوان یک قدرت مهم جهان آن زمان مطرح کرد.
مرگ فرورتیش پدر هووخشتره و شکست مادی‌ها، منجر به استقرار فرمانروایی سکاها در ماد شد تا این‌که سرانجام هووخشتره توانست به ۲۸ سال فرمانروایی آن‌ها پایان دهد. وی مادیا پادشاه سکاها را به همراه سرکردگانش به مهمانی خواند، همه را مست کرد و به قتل رسانید و بدین ترتیب غایلهٔ سکاها را پایان داد. چون از جهت سکاها، آسودگی خاطر وی فراهم شد، تصمیم به نابودی امپراتوری آشور گرفت.
هووخشتره، شکست پدرش فرورتیش را در برابر آشوری‌ها دیده بود و از آن درس عبرتی آموخته بود. او فهمید که برای مقابله در برابر آشوری‌ها، می‌بایست نیروی نظامی مجهزی تشکیل دهد؛ زیرا سربازان طوایفی که به همراه سرکردگان خود در هنگام جنگ به اردو می‌پیوستند، هرگز از عهدهٔ یک سپاه منظم بر نمی‌آیند. به همین خاطر ابتدا ارتش ماد را تجدید سازمان و نوسازی کرد و به جای تقسیمات سابق عشیره‌ای، آن‌ها بر حسب نوع سلاح تقسیم‌بندی کرد و این خود استعداد جنگی آن‌ها را بسیار بالا برد. وی در این راه باقی‌ماندهٔ سکاها را هم به خدمت گرفت.
هووخشتره سپس با دولت بابل متحد شد و با نیروی نظامی خود به سوی آشور حرکت کرد. در سال ۶۱۴ پ.م. از کوه‌های زاگرس گذشت و ضمن تسخیر آبادی‌های آشوری سر راه، شهر آشور پایتخت باستانی دولت آشور را در محاصره گرفت. پس از سقوط شهر آشور، پادشاه بابل نبوپَلَسَر در شهر آشور به دیدار هووخشتره آمد و در آنجا پیمان دوستی ماد و بابل تجدید شد. در سال ۶۱۲ پ.م. هووخشتره و نبوپلسر توانستند با حمله به نینوا پایتخت آشوری‌ها و فتح آن، به عمر امپراتوری آشور خاتمه دهند.
پس از فتوحات و پیروزی‌های فراوان، هووخشتره این بار متوجه غرب و لیدیه و شهرهای تجاری یونان شد. وی با الیاتس شاه لیدیه جنگید و توانست سرزمین‌های بالای رود هالیس را تصرف کند. جنگ بین مادها و لیدی‌ها سرانجام در سال ۵۸۵ پ.م. به دلیل خورشیدگرفتگی ناگهانی پایان یافت. هووخشتره هم در همان سال یا سال بعد درگذشت. پس از هووخشتره پسرش ایشتوویگو به پادشاهی رسید و ۳۵ سال حکومت کرد.

### ایشتوویگو
ایشتوویگو آخرین پادشاه ماد بود که از سال ۵۸۵ تا ۵۵۰ پ.م. حکومت کرد. نام وی در منابع یونانی Astuágē و Astuígas یا Astuigâs ذکرشده و در منابع بابلی، Iš-tu-me-gu نوشته شده‌است. امروزه تصور رایج بر این است که این نام‌ها برگرفته از واژهٔ Ṛšti-vaiga در پارسی باستان به‌معنای «نیزه‌گردان» است. شکل رایج این نام در زبان یونانی، وضوحاً تصحیف از ریشهٔ پارسی آن است. این نام در زبان عیلامی، چند بار در لوحه‌های باروی تخت جمشید به‌صورت Iš-ti-/Ir-iš-ti-man-ka نوشته شده‌است که وابسته بودن آن‌ها به نام آستیاگ، مورد مناقشه است. ایشتوویگو در کتب تاریخی به آستیاگ معروف است. او شوهر خواهر کرزوس بود. از ۳۵ سال حکومت ایشتوویگو اطلاعات زیادی در دست نیست. از اقدام‌های ایشتوویگو، لشکرکشی به قفقاز و جنگ با لیدیه بود که در نهایت موجب پیمان صلح او با پادشاه لیدیه و ازدواج او با آرینیس، خواهر کرزوس شد. منابع بابلی می‌گویند که ایشتوویگو به کوروش حمله کرد، ولی سپاهش بر او شورید و او را دستگیر کرده، به کوروش تحویل داد. بدین ترتیب حکومت ۱۲۸ ساله پادشاهی ماد پایان یافت و شاهنشاهی هخامنشی بنیان گذاشته شد. کوروش مادها را مغلوب کرد، اما به آن لباس پارسی پوشاند. به‌طوری‌که خیلی از مقامات مادی، در حکومت هخامنشی دارای جایگاه والایی بودند و ایالت ماد دومین ایالت هخامنشی پس از پارس بود. روایات مختلفی در مورد تبار کوروش و چگونگی جنگ او با ایشتوویگو توسط یونانی‌ها گفته شده که تماماً رنگ و بوی فولکلور می‌دهند. از نظر دانشمندان امروزی، هیچ رابطهٔ خویشاوندی بین کوروش و ایشتوویگو وجود ندارد.
رویدادنامه نبونید از رویدادهای آغازین به تخت نشستن نبونید در ۵۵۶ پ.م. شروع می‌شود و اندک زمانی پس از فتح بابل توسط هخامنشیان در ۵۳۹ پ.م. به پایان می‌رسد. حداقل بخشی از این رویدادنامه در دوران کوروش نگاشته شده‌است، چرا که لحنش نسبت به نبونید پرخاشگرانه می‌شود. این متن همچنین از جنگی میان ایشتوویگو، شاه ماد، و کوروش و تسخیر هگمتانه، پایتخت ماد توسط ارتش هخامنشی در ششمین سال تاج‌گذاری نبونید، یعنی ۵۵۰ پ.م. سخن به زبان می‌آورد (خط های۱–۴). نویسندهٔ سالنامه به جنگی در چند صد کیلومتری جنوب شرقی بابل اشاره می‌کند و می‌نویسد: «شاه اشتومه گو، لشکر خود را برای جنگ با کوروش، شاه انشان، فرستاد ولی لشکر بر او شورید، او را به زنجیر کشیده و تحویل کورش دادند».

## فرهنگ و هنر

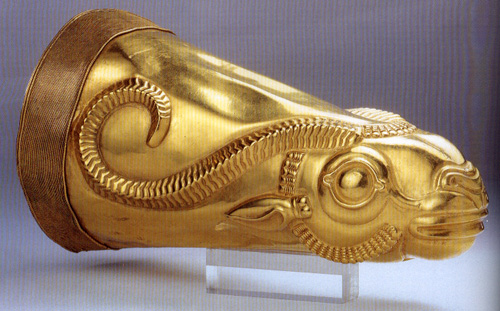
تکوک طلایی بز کوهی هگمتانه از دوران مادها که در هگمتانه کاوش شده و اکنون در موزهٔ ملی ایران نگهداری می‌شود.

برای بررسی آثار مادها باید به سه سرزمین توجه کنیم: نزدیک جادهٔ قدیم خراسان که در عصر آهن از آن برای تجارت بین شرق و غرب به‌خوبی استفاده می‌شد، بین کرمانشاه و همدان امروزی، پایتخت ماد باستان؛ احتمالاً بخش اعظمی از شمال فلات مرکزی ایران نیز از آغاز به مادها تعلق داشت یا در طول حکومت آن‌ها به سرزمین‌های مادی تبدیل شد. این امر می‌تواند آثاری که از کاوش‌های گودین‌تپه در درهٔ کنگاور، نوشیجان در نزدیکی ملایر و شاید سیلک در نزدیکی کاشان و باباجان در شمال لرستان به‌دست آمده‌اند را شامل شود.
با این حال، هنر مادی موضوعی است که در حد حدس و گمان باقی مانده و حتی برخی از پژوهشگران وجود آن را رد می‌کنند. ظاهراً این وضعیت تا زمانی که کاخ‌های شاهانه در هگمتانه مورد کاوش و مطالعه قرار نگیرند، تغییری نخواهد کرد. اسکار وایت موسکارلا توجه کرده که «هیچ نمونه‌ای از هنر و آثار مکشوفهٔ مادی در کاوش‌های باستان‌شناسی شناخته نشده‌است». با این وجود، دیگر پژوهشگران عقیده دارند محوطه‌هایی مانند تپه نوشیجان و گودین‌تپه که در محدودهٔ تاریخی مادها قرار دارند و از نظر زمانی نیز به سدهٔ هشتم و هفتم پ.م. برمی‌گردند، مادی هستند. انتساب باباجان ۳ به مادها نامشخص است.
اگرچه تپه نوشیجان شهری مرکزی نبود، اما به گفتهٔ دیوید استروناخ، این شهر به پُلی مهم میان زنجیرهٔ شواهد و اسناد در مورد ترکیب و توسعهٔ معماری ماد و همچنین ترکیبی از فرهنگ مادی با فرهنگ دیگر تمدن‌های باستانی شرق تبدیل شد. در معماری تپه نوشیجان و گودین‌تپه می‌توان تأثیر و اقتباس مستقیم، هم در جزئیات و هم در شکل کلی معماری و طراحی بنا را از هنر آشوری و اورارتویی ردیابی کرد. برای نمونه، طرح دژها شبیه به نمونهٔ آشوری هستند و شیوه‌های احداث بنا مانند تونل‌های صخره‌ای، استفاده از پنجره‌های کور و مخازن آب نیز اورارتویی است. پیش از این، وجود تالار ستون‌دار در معماری شمال غرب ایران و اورارتو تأیید شده‌بود اما در تپه نوشیجان و گودین‌تپه، اتاق‌های کوچک‌تر مجاور سالن وجود ندارند.

### معماری و سفال‌گری
این کاوش‌ها و چند بررسی محیطی دیگر، برخی از ویژگی‌های عمومی معماری و سفال‌گری در این منطقه را به ما نشان می‌دهند. تالارهای ستون‌دار گودین‌تپه، باباجان و نوشیجان پیوندی مهم میان معماری پیشامادی (حسنلو ۴) و نیا-هخامنشی برقرار می‌کنند؛ محراب و استحکامات نظامی پاسارگاد منحصر به‌فرد هستند ولی همچنین ممکن است معماری زاگرس در سومین مرحلهٔ عصر آهن نامیده شود، همان‌گونه که سنگ‌نگاره‌های سارگون دوم شاهدی بر آن است.

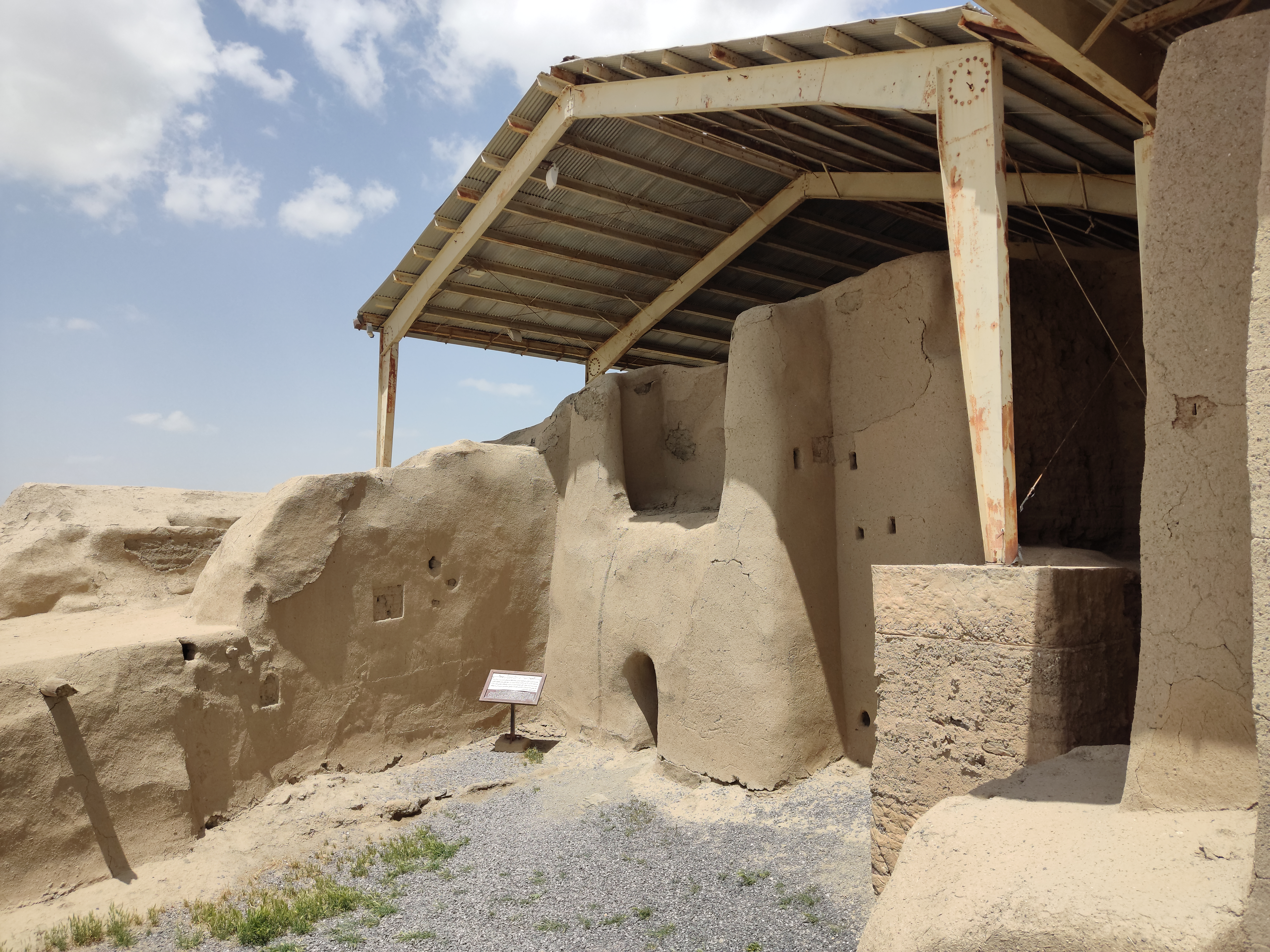
ارگ نوشیجان در ملایر یکی از نمونه‌های معماری مادها است.

لوحهٔ برنزی با نوشته‌ای از شاه اَبدَدانَ که پیش از ۱۹۳۰ میلادی توسط ارنست هرتسفلد در همدان کشف شد و اکنون در موزهٔ متروپولیتن نیویورک نگهداری می‌شود.

هرودوت توصیفی از کاخ دیاکو در هگمتانه ارائه می‌دهد که بنا به‌گفتهٔ او، این مجتمع پادشاهی توسط هفت دیوار متحدالمرکز که هر دیوار داخلی از دیوار بیرونی بلندتر بود و بر آن اشراف داشت بر بلندای تپه‌ای ساخته شده‌بود. کاخ دیاکو و خزانهٔ شاهی در درونی‌ترین دایره قرار داشت. این هفت دیوار، هرکدام به رنگ خاصی تزئین شده که دو دیوار درونی‌تر به‌ترتیب به رنگ‌های نقره‌ای و طلایی بودند. لازم است ذکر شود که در سدهٔ ششم پ.م. آن‌گونه که سنگ‌نوشته‌های هخامنشیان بیان می‌کنند، زرگران مادی، دیوارهای کاخ شاهی پایتخت امپراتوری هخامنشیان در شوش را آراسته بودند.

### نگارگری
دربارهٔ هنر تصویری، تاکنون هرچه کاوش باستان‌شناسی انجام شده، آثار به‌دست‌آمده از آن‌ها به‌طور شگفت‌انگیزی اندک، و کیفیت نسبتاً ناامیدکننده‌ای داشته‌اند. دو اثری که احتمالاً مهم‌ترین آثار در این زمینه‌اند را ارنست هرتسفلد در اواخر دههٔ ۱۹۲۰ میلادی در همدان پیدا کرد. نخستینِ آن‌ها فرمانی دربارهٔ خدمات یک تاجر آشوری است به شاه اَبدَدانَ، فرمانروایی کوچکی که در غرب پاسگاه‌های مرزی آشور واقع شده‌بود. این لوح برنزی شخص شاه را با لباسی شبیه به لباس بابلی‌ها در اواخر دورهٔ کاسی‌ها و به‌مانند اینکه گویندهٔ متن است نشان می‌دهد.
از دیگر شاخه‌های هنر ماد، تنها یکی از آن‌ها در خور ذکر است: ریچارد دیوید بارنت استدلال می‌کند که سبک موسوم به سکایی، از مراحل اولیهٔ همین سبک دقیق‌تر به نظر می‌رسد که تقریباً در همان زمان در جنوب روسیه، در شمال اورارتو و در گنجینهٔ زیویه وجود داشته‌اند. در نتیجه، معقول خواهد بود که آن را نیز بخشی از هنر معاصر ماد (اواخر سدهٔ هشتم و هفتم پ. م) فرض کنیم، مخصوصاً از زمانی که همان شکل‌ها دقیقاً بر روی کالاهای مادی، خنجرها و کلنگ‌ها در دورهٔ هخامنشیان پیاده شدند. با این حال، تاکنون این نظریه نه اثبات‌شده و نه رد شده‌است.
به نظر می‌رسد که هنر تصویری مادها از نظر شیوه‌های نگارش و مُهرسازی، از بابلی‌ها، آشوری‌ها و عیلامی‌ها تأثیر گرفته‌باشد و شاید از نظر استفاده از «سبک حیوانی» از خاور نزدیک یا هرجایی که منشأ این سبک بود، به‌شدت تحت تأثیر قرار گرفته بود.

### نوشتار
پیش از قدرت‌گیری هخامنشیان تحت فرمان کوروش بزرگ، بدیهی است که ماد کانون توسعهٔ مادی و معنوی فرهنگ ایرانی بوده‌باشد. با این حال، تاکنون هیچ بایگانی‌ای از ماد پیدا نشده‌است و نمی‌دانیم که آیا مادها سیستم نوشتاری خاص خود را داشتند یا نه. تاکنون تنها یک کتیبه از دوران پیشاهخامنشی (لوحی برنزی) در قلمرو مادها کشف شده‌است. این لوح، کتیبه‌ای میخی است که احتمالاً در سدهٔ هشتم پ.م. به خط اکدی نوشته شده‌است اما در آن به نام‌های مادی اشاره نشده‌است. کتیبه‌ای میخی بر روی قطعه‌ای نقره‌ای در ماد، در تپه نوشیجان یافت شده‌است اما فقط پایان یک نشانه و آغاز علامت بعدی آن سالم مانده‌است. معلوم نیست که آیا مادها از سیستم نوشتاری اکدی استفاده می‌کردند یا نه. اما برخی از پژوهشگران تمایل دارند فرض کنند که خط میخی موسوم به پارسی باستان، در حقیقت خط میخی مادی بوده‌است که بعدها توسط پارس‌ها مورد استفاده قرار گرفت. یکی از پژوهشگرانی که معتقد است، دبیره میخی هخامنشی اصل و منشأ مادی دارد دیاکونوف است. او دلایل زیر را برای فرضیه خود ارائه می‌دهد:
1. دبیره میخی هخامنشی در زمان کوروش بزرگ و اواسط سده ششم پ. م بسیار رایج بوده‌است؛ بنابراین این نکته نامحتمل است که شاهنشاهی بزرگ ماد کتابت نداشته و پارسیان خط داشته‌اند.
2. دبیره میخی هخامنشی با دیگر دبیره‌های میخی تفاوت زیادی دارد، و با اینکه احتمالاً با خطوط میخی میان‌رودان منشأ مشترکی دارد ولی نمی‌توان آن را مأخوذ از آن‌ها شمرد؛ بنابراین چند حلقه فاصل برای ما مجهول است.
3. ساختمان و سبک تحریر سنگ‌نوشته‌های هخامنشی (به‌ویژه تقسیم متن به چند بخش و آغاز کردن هر بخش با کلمات: 《فلان شاهنشاه چنین و چنان می‌گوید》) از بابل و ایلام گرفته نشده بلکه از اورارتو گرفته شده‌است و این خود می‌رساند که حلقه‌های فاصل اینجا هم وجود داشته‌اند؛ بنابراین ممکن این حلقه فاصل، مادها باشند.
4. در زبان سنگ‌نوشته‌های هخامنشی، واژه‌های مادی‌منشأ فراوانی وجود دارد. برخی واژه‌ها هم در سنگ‌نوشته‌ها وجود دارد که منشأ آنها ممکن است مادی باشد اما پارسی بودن آن‌ها را هم نمی‌توان رد کرد؛ و احتمالاً تعداد واژه‌های مادی در زبان پارسی باستان، بیشتر بوده باشد.

با این‌حال خود دیاکونوف هم اعلام می‌دارد که این شواهد برای مادی منشأ بودن دبیره میخی هخامنشی کافی نیست و پژوهش‌های بیشتری مورد نیاز است. ولیکن مادها قطعاً دارای خط و کتابت بوده‌اند.

## دربار و درباریان

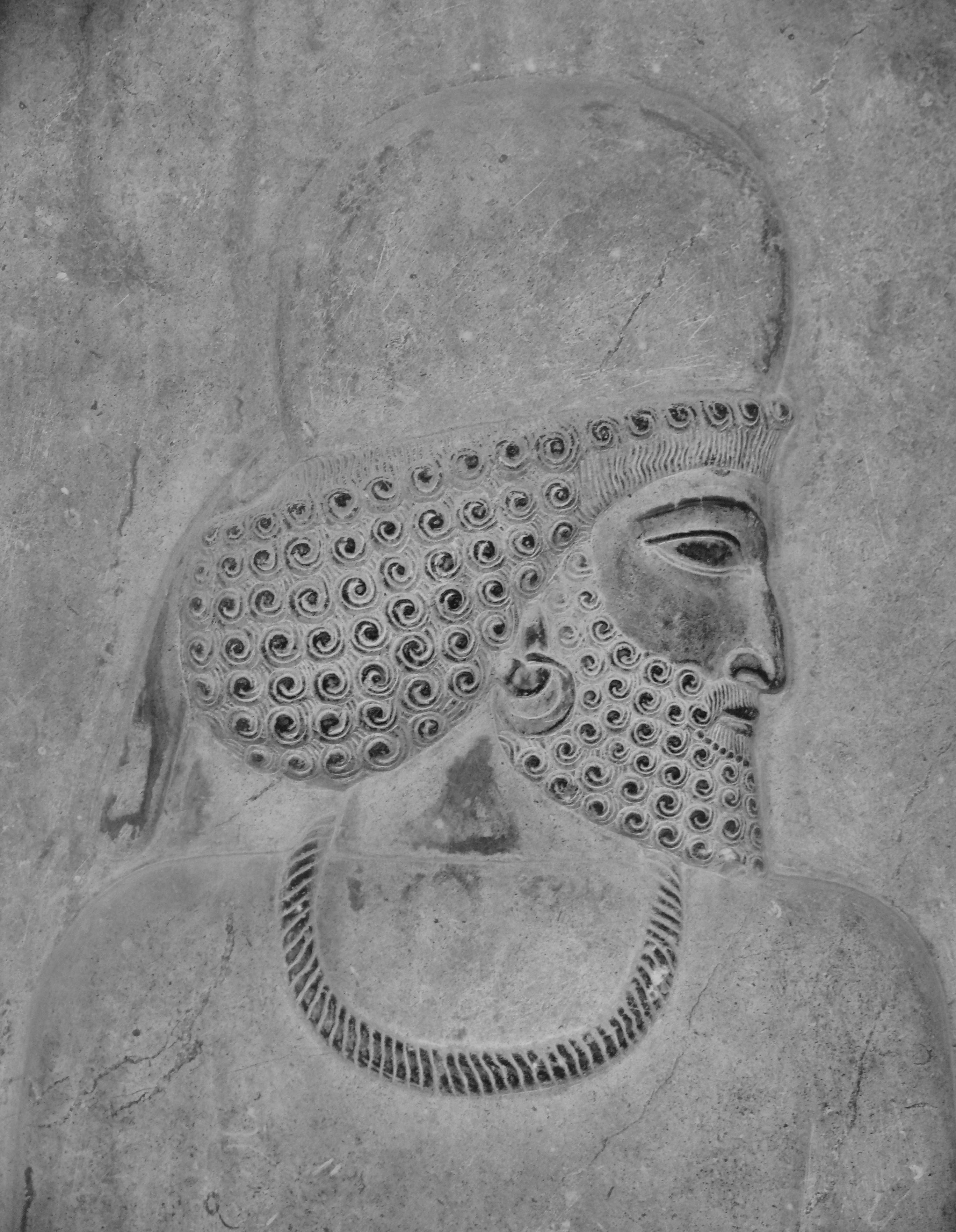
صاحب‌منصبی مادی در کاخ آپادانای تخت جمشید

داده‌های در دسترس دربارهٔ دربار مادها بسیار اندک‌اند و همهٔ آن‌ها نیز مورد اطمینان نیستند. بر اساس گزارش هرودوت دربارهٔ کودکی کوروش و بازی کردن او در نقش پادشاه، به‌نظر می‌رسد که دربار ماد شامل محافظان، پیام‌آوران، «چشمان شاه» (نوعی سازمان جاسوسی) و سازندگان بوده‌است. از این روی احتمالاً این بازی از روی دربار موجود الگوبرداری شده بود. هنگامی که این کودک به کوروش بزرگ (۳۰–۵۵۹ پ. م) تبدیل شد، احتمالاً همان شیوه‌ها و سازماندهی دربار ماد را ادامه داد، از جمله اَشکال آداب تشریفاتی و رسوم دیپلماتیکی که مادها نیز به نوبهٔ خود آن‌ها را از آشوری‌ها به ارث برده بودند؛ اگرچه هیچ اطلاعات صریح و روشنی در این زمینه وجود ندارد. به گفتهٔ کتزیاس، یکی از منصب‌های دربار ماد، ساقی سلطنتی بود.
دیاکو برای دربار کوچک خود، آیین‌های شاهانه‌ای پدیدآورد تا در چشم دیگرانی که از زندگی گذشتهٔ او آگاه بودند، همچون انسانی برتر از همگان دیده شود. در دستگاه پادشاهی دیاکو، مادها دیگر نمی‌توانستند او را به‌سادگی ببیند و باید درخواست‌های خود را به پیغام‌آوران او می‌دادند. مادها نباید در پیشگاه دیاکو لب به خنده می‌گشودند یا آب دهان به زمین می‌افکندند. دیگر آن‌که، دیاکو بازرسان خود را که همچون گوش‌ها و چشم‌های او بودند به چهار گوشهٔ ماد فرستاد تا همهٔ رویدادها را به آگاهی او رسانند.

## جامعه و اقتصاد
در حال حاضر، هیچ اطلاعات مستقیمی از نهادهای اجتماعی و سازمان‌های اقتصادی جامعهٔ ماد در دست نداریم. هرودوت اشاره می‌کند که مادها ۶ قبیله بودند که از میان آن‌ها فقط آریزانتایی‌ها، به‌معنای «دارای اصل و نسب آریایی» دارای ریشه‌شناسی آشکار ایرانی است، اما در مورد دیگر قبایل تقریباً هیچ اطلاعاتی در دست نداریم. ظاهراً، برخی از عناصر سیستم مدیریتی و اداری مادها که از آشوری‌ها آموخته بودند، تا پس از سقوط آشور نیز در استان‌های مادی ادامه داشت و مادها به تدریج این سیستم اداری را همچون نهادهای سنتی خودشان تصور می‌کردند. یانوش هارماتا کوشید تا منشأ سیستم اداری مادها را ردیابی کند و در این کار، مبنای استدلال‌های خود را عمدتاً بر روی داده‌های زبان‌شناسی قرار داد. وی به این نتیجه رسید که مادها دارای «سازمان اداری بسیار توسعه‌یافته‌ای بودند که پس از آن‌ها نیز این سیستم توسط هخامنشیان مورد استفاده و اقتباس قرار گرفت.» در هر صورت، جایگاه ساتراپ که هخامنشیان از آن استفاده می‌کردند، حتی پیش از ظهور دولت ماد نیز برای تعیین رؤسای مستقل وجود داشته‌است.
آثار ارزشمند باستان‌شناختی به‌دست‌آمده از تپه نوشیجان، گودین‌تپه و دیگر محوطه‌های باستانی و همچنین سنگ‌نگاره‌های آشوری، نشان می‌دهند که در نیمهٔ نخست هزارهٔ یکم پ.م. سکونت‌گاه‌های شهری در مناطق مختلفی از ماد وجود داشته‌اند که مراکز تولید صنایع دستی و اقتصاد دامداری و کشاورزی اندکی را تشکیل می‌دادند. با قضاوت بر اساس منابع آشوری، شغل اول و اصلی مردم مناطق ماد، پرورش اسب و تولید صنایع دستی بود. آشوری‌ها از مناطق مادی، اسب، گاو، گوسفند، شتر باختری، سنگ لاجورد، برنز، طلا، نقره و دیگر فلزات و همچنین پارچه‌های پشمی و کتانی را به عنوان باج و خراج دریافت می‌کردند.

## دین
آگاهی ما دربارهٔ دین مادها بسیار اندک است. میان سال‌های ۱۹۶۷ تا ۱۹۷۷ میلادی، دیوید استروناخ بنایی را کاوش کرد، که در حدود سال ۷۵۰ پ.م. بنا شده‌بود و به نظر می‌رسد که کاربری آن عمدتاً مذهبی بوده‌است. این سازه که در تپه نوشیجان، در حدود ۶۰ کیلومتری جنوب همدان قرار دارد، بر روی تخته سنگی به ارتفاع ۳۰ متر بنا شده‌است و شامل «نیایش‌گاه مرکزی»، «نیایش‌گاه غربی»، «دژ» و «تالار ستون‌دار» است که توسط دیواری آجری محصور شده‌است. نیایش‌گاه مرکزی به‌شکل بُرجی با محراب داخلی سه‌گوش بود. مساحت زمین آن ۱۱×۷ متر و دیوارهایش ۸ متر ارتفاع دارند. در نزدیکی گوشهٔ غربی محراب، آتشگاه پله‌داری کشف شد که از خشت و گل ساخته شده‌بود. چنان‌که می‌دانیم، آیین مذهبی آتش، میراث مشترک و رایج در بین اقوام هندوایرانی بود و نیایش‌گاه تپه نوشیجان، کهن‌ترین ساختمان از این نوع در ایران است که می‌شناسیم.

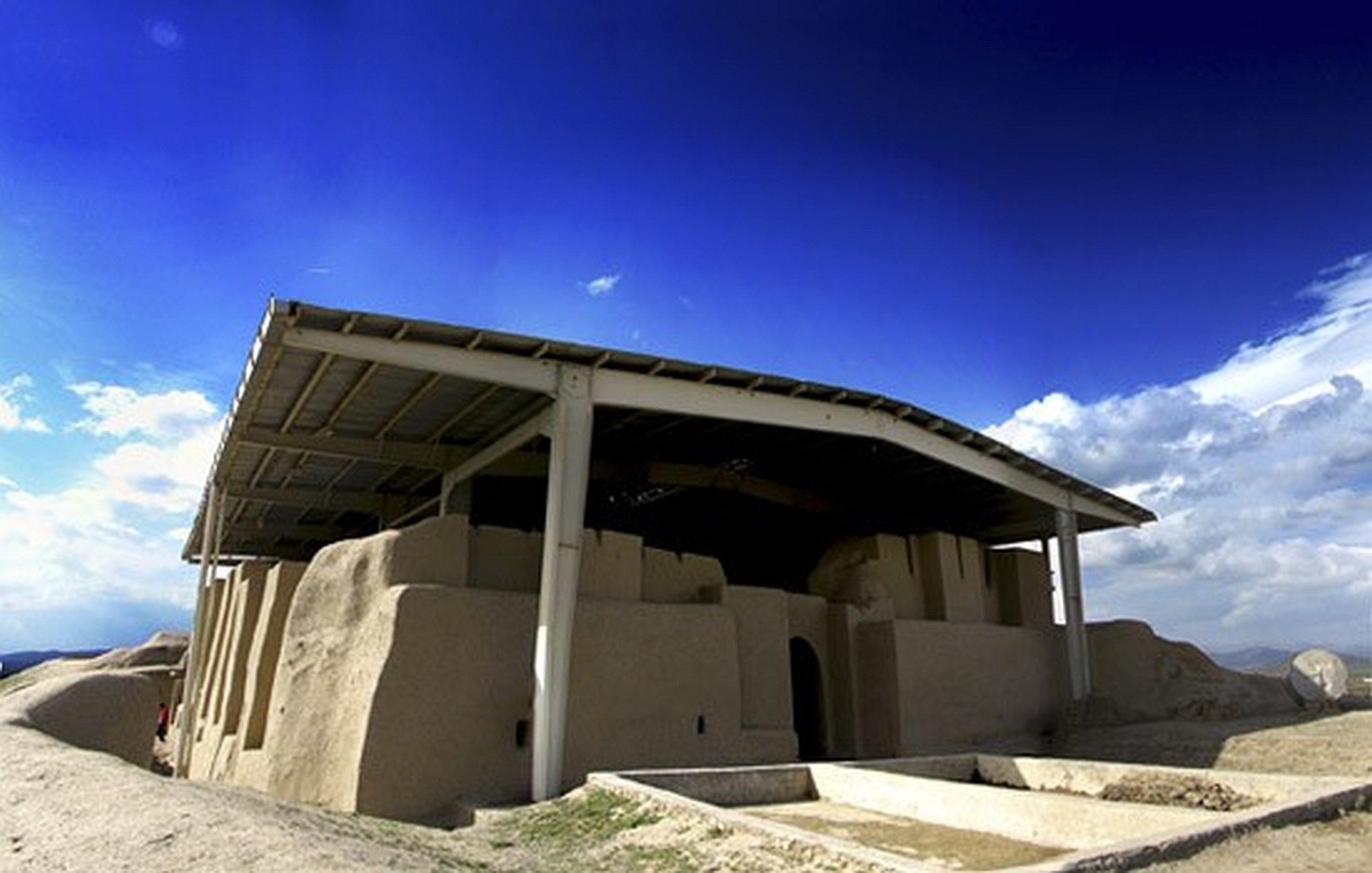
آتشکدهٔ نوشیجان در نزدیکی ملایر

دیگر اطلاعات‌مان دربارهٔ دین مادها، عمدتاً بر پایهٔ کتاب تاریخ هرودوت و نام افراد مادی است. به‌گفتهٔ هرودوت، «مُغ‌ها» قبیله‌ای مادی بودند که روحانیون را نه‌تنها برای مادها که برای پارس‌ها نیز فراهم می‌کردند؛ بنابراین، آن‌ها طبقه‌ای روحانی را تشکیل می‌دادند که وظیفه‌شان از پدر به پسر منتقل می‌شد. افزون بر این، آن‌ها در دربار ایشتوویگو، به‌عنوان مشاور، پیشگو و تعبیرکنندهٔ خواب ایفای نقش می‌کردند؛ بنابراین، ظاهراً مغ‌ها در دربار آخرین شاه ماد نقش مهمی را بازی می‌کردند. دربارهٔ نام شخصی مادها، متون آشوری متعلق به سده‌های نهم و هشتم پ.م. شامل نمونه‌هایی است که بخش اصلی آن‌ها به هر دو زبان فارسی باستان و اوستایی شباهت دارد: واژهٔ هندوایرانی اَرتَ (اوستایی: اَشا؛ هندوایرانی: رتا به‌معنای «راستی») یا با نام‌های تئوفوریک با مَژدَکُ و حتی نام اهورامزدا پیوستگی دارند.
نویسندگان کلاسیک، متفق‌القول از مغ‌ها به‌عنوان روحانیون زرتشتی یاد کرده‌اند و دیاکونوف چنین پنداشته‌است که «ایشتوویگو و حتی شاید هووخشتره، دینی را پذیرفته بودند که از آموزه‌های زرتشت الهام گرفته شده‌بود. (هرچند که این دین قطعاً با آموزه‌های پادشاه یکسان نبود)». با این حال، اکثر پژوهشگران با این دیدگاه موافق نیستند. مری بویس حتی چنین استدلال می‌کند که وجود مغ‌ها در ماد با آداب و رسوم و شیوه‌های پرستش خاص خودشان، مانع از تبلیغ مذهبی زرتشتیان آن‌جا بود. به‌احتمال قوی، نوعی از مزداگرایی با آداب و رسوم رایج هندوایرانی در اوایل سدهٔ هشتم پ.م. در ماد شایع شد که با ویژگی‌های خاص آیین زرتشتی ناسازگار بود، در حالی که دین اصلاح‌شده توسط زرتشت تنها در نیمهٔ نخست سدهٔ ششم پ.م. تحت فرمانروایی آخرین شاهان ماد در غرب ایران شروع به گسترش کرد.
به‌عقیدهٔ هنریک نوبری چنین بنظر می‌رسد که دین ماد باستان یک دین ابتدایی مزدایی باشد. در ماد یک مزداپرست را مَزْدَیزنَه (mazdayazna) می‌خواندند که از صورت اوستایی آن مَزْدیسنَه (mazdayasna) آشکارا جدا می‌شود. آنان در دیرین‌ترین زمان، مجموعه‌ای از خدایان را که با آریایی‌ها میتانی همانندگی بسیار باید داشته‌باشند، می‌پرستیدند.

## پوشش

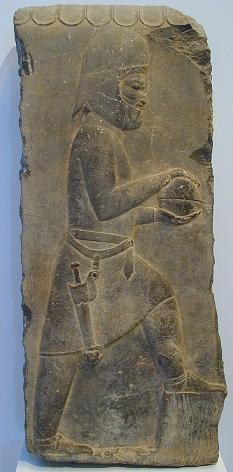
یک مادی بر دیوار کاخ خشایارشا در تخت جمشید که لباس مادی بر تن دارد

یک مادی بر دیوار کاخ سارگون در خُرس‌آباد که لباس مادی بر تن دارد

اطلاعات مربوط به پوشش مردم در دورهٔ مادها، عمدتاً منحصر به لباس‌های مردان است که این اطلاعات شامل دو دسته از منابع‌اند: گزارش‌هایی که از نویسندگان کلاسیک ثبت شده‌است و آثار باستانی.
لباس ساکنان ماد شرقی؛ پیراهنی گشاد (ساراپیس) با آستین‌های بلند و شلواری گشاد و چین دار، که در واقع دامن درازی بود که میان دو پا جمع کرده بودند، بالاپوشی کوتاه از پارچهٔ رنگارنگ یا کارزده از پشم بود. این نوع لباس را باشلقی که بر سر می‌کشیدند تکمیل می‌کرد.
ادیث پرادا تأکید می‌کند که «در کُل، در هنر خاور نزدیک، تفاوت میان مردم غالباً بر اساس پوشاک آن‌ها مشخص می‌شد». مردان باستانی خاور نزدیک به پوشیدن لباس‌های گُشاد و آزاد، متشکل از دامن‌های چین‌دار، تن‌پوش‌های رویی پیچیده‌شده به دور بدن و تُنیک علاقه داشتند. احتمالاً در انتهای هزارهٔ دوم پ.م. ایرانیان مهاجر که در اوراسیا، جایی که آب و هوای متغیری زیادی داشته و زندگی به گله‌داری و استفاده از از اسب، به‌ویژه برای جنگ‌ها وابسته بود، لباسی با خود به درون ایران آورده باشند که در مسکن اولیه‌شان شکل گرفته بود. این لباس شامل کلاهی بلند، نیم‌تنه و شلوار چرمی تنگ و چسبان، بالاپوشی آستین‌بلند و چکمه می‌گردید.
ایرانی‌ها پیراهن چین‌دار خاور نزدیک را پذیرفته و آن را اصلاح کردند و به آن سربند و کلاه شیاردار بلندی که احتمالاً از سربند پَردار آشوری اقتباس شده بود، افزودند. از این رو گاهی پژوهشگران این سبک را «جامهٔ پارسی» و لباس برگرفته از آسیای میانه را «جامهٔ مادی» می‌نامند. این نام‌ها همیشه دقیق نیستند، با این حال هرودوت گواهی می‌دهد که «پارسیان» برحسب عادت، لباس «مادها» را می‌پوشیدند.

## زبان و ادبیات مادی
زبان مادی یک زبان هندواروپایی و زبان مادها بوده‌است که به‌همراه زبان‌های سکایی، اوستایی و فارسی باستان از جمله زبان‌های باستانی ایرانی محسوب می‌شوند. هیچ سندی در دست نیست که بتوان با آن صحت زبان مادی را تأیید کرد. اما زبان‌شناسان، با استفاده از ساختار کلمات و علم واژه‌شناسی، کلماتی را که در متون کتیبه‌های فارسی باستان، عیلامی و بابلی با دستور زبان خود سازگار نیست، شناسائی کردند و آن را در دسته‌بندی زبان مادی قرار دادند؛ برای نمونه در کتیبه‌های فارسی باستان واژه‌هایی دیده می‌شوند که برخلاف قواعد آوایی فارسی باستان است، که این واژه‌ها را باید مادی دانست.
اینکه تا چه اندازه، واژه‌ها و نام‌هایی را (که داده‌های ریشه‌شناختی آن‌ها را به‌درستی نمی‌توان از لحاظ معنایی و منطقی پذیرفت) که در روایات فرعی یونانی، عیلامی، بابلی و غیرهٔ دوران هخامنشی ثبت شده‌اند، تنها برپایهٔ معیارهای زبانی، ازجمله sp, z مادی و مانند آن، به‌طور قطع مادی دانست، قابل تصمیم‌گیری است، اما نام‌های پادشاه‌های محلی ماد از زاگرس و جای‌نام‌های مربوط که در منابع آشوری از زمان شلمنسر سوم (میانهٔ سدهٔ نهم پ. م) ذکر شده، استثناست.

### ادبیات مادی
هیچ اثر مکتوبی از زبان مادی در دست نیست و مشخص نیست که این زبان اصولاً به رشتهٔ تحریر درآمده یا نه؛ اما از اشاراتی که در نوشته‌های مورخان یونانی نظیر کتزیاس، دینون و هرودوت به داستان‌ها، قصه‌ها و اشعار این دوره شده‌است، رد ادبیات روایی و سینه به سینه این دوره را می‌توان پی گرفت. برای نمونه، عشق استریانگایوس به زرینا، ملکهٔ سکاها و ناکام ماندن وی و داستان غنایی «زریادرس و اداتیس» را می‌توان نام برد که در مآخذ متعددی دیده می‌شود که به نظر مری بویس اصل مادی دارد و بعدها به‌صورت داستان گشتاسپ و کتایون در شاهنامه بازتاب یافته‌است. از دیگر آثار ادبی مادی می‌توان از داستان‌های حماسیِ مادی یاد کرد که به پایه‌گذاری دولت ماد انجامیده و در آثار کتزیاس نقل شده‌است.
به‌گفتهٔ هرودوت، در زمان پادشاهی دیاکو، دعاوی‌ای را که می‌نوشتند، نزد وی می‌فرستادند. سپس او دربارهٔ آنچه نزدش آورده شده‌بود، داوری می‌کرد و داوری‌هایش را بازپس می‌فرستاد. تنها شاهد مستقیمی که نشان می‌دهد مادها خط را می‌شناختند، تکه‌ای نقره است که در تپهٔ نوشیجان کشف شده و بخش‌هایی از دو نشانهٔ خط میخی بر آن به‌جا مانده‌است، اما شناسایی نوع خط میخی و زبان آن ناممکن است. به باور دیاکونف، خط میخی پارسی باستان (خطی که برای کتیبه‌هایشان به‌کار می‌بردند)، در اصل نوآوری مادها بوده، درحالی‌که رودیگر اشمیت احتمال می‌دهد مادها از خط میخی آشوری بهره می‌بردند.
کتاب مقدس (کتاب عزرا، باب ۶، آیهٔ ۲) نیز روایت می‌کند که در زمان داریوش بزرگ هخامنشی، طوماری در کاخ اکباتان در سرزمین ماد یافت شد که فرمان‌هایی بر آن نوشته شده بود. از این شاهد نیز نمی‌توان دریافت که زبان این طومار مادی بوده‌است.

## ارتش و نیروی نظامی
مادها در زمان فرورتیش، وسایل و فن محاصره کردن قلعه‌ها را در اختیار داشتند و دارای منصب مهندسی نظامی شدند. آن‌ها همچنین در زمان فرمانروایی سکاها با فنون و تاکتیک و استراتژی نظامی آن‌ها آشنا شده بودند و هنر تیراندازی با کمان را هم از آن‌ها یادگرفتند. بدین ترتیب ساختار ارتش ماد به هیچ وجه از ارتش آشور عقب نبود و به علاوه روحیهٔ جنگی آن‌ها به مراتب از آشوری‌ها بهتر بود.
هووخشتره هنگامی به قدرت رسید که کشور در وضعیت نامناسبی قرار داشت و از هر سو در محاصرهٔ قبایل بربر کوچ‌نشین قرار داشت، به همین خاطر ابتدا به ساماندهی مجدد ارتش ماد پرداخت. هرودوت در این زمینه می‌نویسد «او برای اولین بار مردمان آسیایی تابع خود را به قسمت‌های نظامی تقسیم کرد و نخستین بار مقررات جنگی برقرار کرد که هر نیزه‌دار و کمان‌دار و سوار جدا باشد. پیش از آن بدون تفاوت و با هم درآمیخته بودند.» پیش از هووخشتره سپاهیان ماد به صورت افواج نامنظم قبیله‌ای بودند که در آن افراد با استفاده از استعداد نظامی خود و سلاح‌های گوناگونی که در دست داشتند در جنگ‌ها شرکت می‌کردند. هووخشتره ارتش ماد را به یگان‌های راهبردی و تاکتیکی تقسیم کرد و لشکریان را از روی نوع سلاح سازمان داد. تقسیمات جدید نه بر مبنای روابط قبیله‌ای افراد بلکه بر اساس نیاز نظامی دولت بود. بدین ترتیب هووخشتره توانست اولین ارتش منظم را در تاریخ ماد ایجاد کند.
هووخشتره با تکیه بر این ارتش توانست بر سکاها غلبه کند و به نظر می‌رسد توانست بخش بزرگی از سرزمین‌هایی را که پیش‌تر متعلق به سکاها بود، به دست بگیرد. با این پیروزی مادها از وابستگی به سکاها رهایی یافتند و تبدیل به یکی از مهم‌ترین قطب‌های سیاسی شرق باستان شدند. پس از آن بخشی از سکاها نیز به ارتش ماد پیوستند. همچنین بیش‌تر فتوحاتی را که هرودوت به فرورتیش نسب داده‌است، باید به نخستین سال‌های حکومت هووخشتره و پس از بیرون راندن سکاها (۶۲۵ تا ۶۱۵ پ. م) مربوط دانست از آن جمله امر انقیاد قبایل مجاور همچون پارس‌ها و فتح ایالت‌های مختلف مرکز و مشرق ایران.

## مادها در شاهنشاهی هخامنشی

وسعت شاهنشاهی هخامنشی در دوران سلطنت کوروش بزرگ

به نظر می‌رسد که کوروش پادشاهی ماد را منسوخ نکرد، او و جانشینانش، عنوان‌های رسمی شاهان ماد و سیستم مدیریتی آن‌ها را پذیرفتند. در شاهنشاهی هخامنشی، ماد موقعیتش را به عنوان دومین ساتراپ بعد از پارس به دست آورد. اشراف‌زادگان مادی در همان‌جایگاهشان در حکومت کوروش و جانشینانش باقی ماندند. اولین حکمران بابل بعد از فتح توسط پارس‌ها، یک مادی بود. در گاه‌شماری نبونید، او به عنوان «حکمران دیار گوتیم» گواهی داده شده‌است که بابل را به‌دست آورده‌است. در اول هزارهٔ پ.م. گوتیم نام ماد، یا حداقل، قسمت غربی‌اش بود. همچنین ذکر شده که علاوه بر پارسی‌ها و عیلامی‌ها، مادی‌ها هم در گارد جاویدان ۱۰ هزار نفری هخامنشی خدمت می‌کردند.
یهودیان، یونانیان و مصریان، و دیگر مردم‌های دنیای باستان، پارس‌ها را مادی می‌خواندند و حکومت پارس‌ها را ادامهٔ ماد می‌شمردند. به استناد برخی مدارک بابلی که بعد از فتح میان‌رودان توسط پارس‌ها، نوشته شده‌است، خیلی از مادها در مقام‌های عالی‌رتبه استانی، افسران نظامی، سربازهای سلطنتی، در بابل اشتغال داشتند. به علاوه، به نظر می‌رسد که مادها در بابل و دیگر شهرهای بزرگ به عنوان افراد عادی زندگی می‌کردند. اسناد میخی همچنین تأیید می‌کنند که تاجرهای بابلی به داد و ستدهای مختلفی در اکباتان و دیگر شهرهای مبادرت می‌ورزیدند.
کوروش پس از تسخیر سرزمین ماد، رسماً خود را فرمانروای ماد خواند و لقب شاهان ماد را به خود اختصاص داد: «شاه ماد (شاه بزرگ، شاه شاهان، شاه سرزمین‌ها)». اما در عمل، سرزمین ماد توسط یک فرماندار پارسی اداره می‌شد. گرچه هرودوت در بخش‌های پژوهشی کارهایش با کمال دقت بین آداب و رسوم مادها و پارس‌ها تفاوت قائل می‌شود، ولی در فصولی که به افسانه‌ها و داستان‌ها می‌پردازد، شیوه‌های این را با یکدیگر مخلوط می‌کند و درهم می‌آمیزد. تئوگنیس و سیمونید و سایر شاعران یونانی نیز پارسی‌ها را اهل ماد خواندند.

## برای مطالعهٔ بیشتر
- برآون، استوارت. ۱۳۸۸. «تاریخ ماد و سیر تکامل دولت ماد». در تاریخ هخامنشیان خرونینگن، ج ۳.
- برآون، استوارت. ۱۳۸۸. «ماد در دورهٔ هخامنشی عصر آهن پسین در غرب میانی ایران». در تاریخ هخامنشیان خرونینگن، ج ۴.
- تاپلین، کریستوفر. ۱۳۸۸. «پارسیان چونان مادها». در تاریخ هخامنشیان خرونینگن، ج ۸.
- سانسیسی وردنبورخ، هلن. ۱۳۸۸. «آیا اصلاً امپراتوری ماد وجود داشته‌است؟» در تاریخ هخامنشیان خرونینگن، ج ۳.
- سانسیسی وردنبورخ، هلن. ۱۳۸۸. «شفاهی بودن مدیکوس لوگوس هرودوت»، در تاریخ هخامنشیان خرونینگن، ج ۸.
- موسکارلا، اسکار وایت. ۱۳۸۸. «گوناگونی مطالب مربوط به ماد»، در تاریخ هخامنشیان خرونینگن، ج ۸.